# Henry VIII của Anh
Henry VIII (28 tháng 6 năm 1491 – 28 tháng 1 năm 1547) là Quốc vương của nước Anh từ ngày 21 tháng 4 năm 1509 cho đến khi băng hà. Ông là Lãnh chúa, về sau là Vua của Ireland. Giống các vua Anh khác, ông tự nhận danh hiệu Quốc vương Pháp. Henry là vua thứ hai thuộc Nhà Tudor, kế vị phụ vương Henry VII.
Ngoài sáu cuộc hôn nhân, Henry VIII còn nổi tiếng do đã tách Giáo hội Anh khỏi Giáo hội Công giáo Rôma. Sự tranh chấp của Henry đối với Rôma dẫn đến cuộc ly giáo của Giáo hội Anh khỏi thẩm quyền giáo hoàng, giải thể các tu viện, và nhà vua đảm nhận vị trí lãnh đạo tối cao của Giáo hội Anh. Tuy nhiên, Henry vẫn duy trì niềm tin vào giáo lý Công giáo, ngay cả sau khi ông bị vạ tuyệt thông.
Henry được xem là một quân vương học thức, cuốn hút, và thành công, được ca tụng như là "một trong những đế vương đầy sức thu hút từng ngồi trên ngai vàng nước Anh." Nhà vua cũng viết sách và sáng tác nhạc. Khao khát của Henry có một con trai để kế vị - một phần do tính huyễn hoặc của nhà vua, phần khác do ông tin rằng một Nữ vương sẽ không đủ năng lực để củng cố triều đại Tudor và duy trì nền hòa bình mong manh của đất nước sau Chiến tranh Hoa Hồng - dẫn đến hai sự kiện đáng ghi nhớ về thời trị vì của nhà vua: sáu cuộc hôn nhân nhiều uẩn khúc, và vai trò của nhà vua như là nhân tố khởi phát thúc đẩy tiến trình cải cách tôn giáo tại nước Anh, về sau đã khiến đất nước này trở thành một quốc gia Kháng Cách lại duy trì một số truyền thống Công giáo. Cuối đời, Henry trở nên béo phì, sức khỏe suy giảm; hình ảnh ông trong mắt thần dân chỉ còn là một ông vua dâm đãng, ích kỷ, khắc nghiệt, và tâm lý bất ổn.

## Thiếu thời

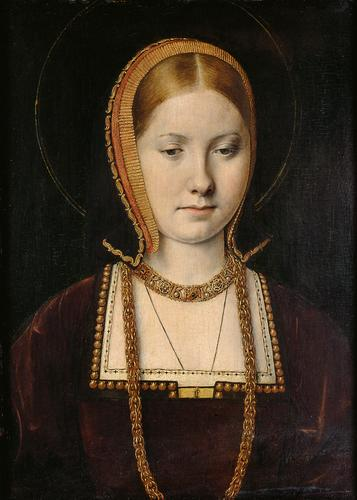
Catalina của Aragón, khoảng năm 1502.

Chào đời tại Lâu đài Greenwich, Henry VIII là con thứ ba và là con trai thứ hai của Henry VII và Elizabeth xứ York. Trong sáu anh em của Henry chỉ có ba người còn sống cho đến tuổi trưởng thành: Arthur, Thân vương xứ Wales, Margaret Tudor, và Mary Tudor. Henry được Richard Fox, Giám mục Exeter làm lễ rửa tội tại tu viện dòng Phan-xi-cô gần lâu đài. Henry thụ hưởng nền giáo dục hàng đầu từ các giáo tập trong cung, thông thạo tiếng Latin, tiếng Pháp, một ít tiếng Tây Ban Nha, và tiếng Hi Lạp cổ. Bởi vì Thân vương Arthur, anh của Henry, đã được chọn làm người kế vị, Henry được chuẩn bị cho một chức vụ trong giáo hội. Elizabeth xứ York, mẹ của Henry, qua đời khi cậu mới 11 tuổi.
Năm 1502, Arthur lìa đời ở tuổi 15, chỉ 20 tuần lễ sau khi kết hôn với Catalina của Aragón, để lại mọi nghĩa vụ và kỳ vọng trên vai cậu em trai Henry mới 10 tuổi. Tháng 9 năm 1502, Henry kế vị anh trai để trở thành Công tước xứ Cornwall, rồi Thân vương xứ Wales, và Bá tước Chester vào tháng 2 năm 1503.
Do muốn củng cố liên minh quân sự giữa Anh và Tây Ban Nha, Henry VII buộc con trai thứ hai của mình kết hôn với Catalina, con gái của Quốc vương Ferrando II và Nữ vương Isabel I, chỉ một thời gian ngắn khi Arthur lìa đời, với sự quyết tâm từ Isabel và Henry VII. Henry, mới 11 tuổi, không được phép sống chung với Catalina lớn hơn cậu năm tuổi; hai bên được yêu cầu phải chờ đợi. Song, do Nữ vương Isabel I qua đời năm 1504, rồi những vấn đề nảy sinh từ việc kế vị vương quốc Castilla, đã làm thay đổi vị thế của Catalina. Cha cô, Ferrando, muốn cô ở lại Anh trong cương vị đại sứ cho Tây Ban Nha, nhưng mối quan hệ giữa Henry VII và Ferrando đã xấu đi.
Sau khi Henry VII băng hà ngày 22 tháng 4, 1509, tân vương tuyên bố kết hôn với Catalina. Henry VIII cho rằng đó là ước muốn của vua cha trước khi từ trần. Dù điều này có thật hay không, thì cuộc hôn nhân là ích lợi cho Henry vào thời điểm ấy: Hoàng đế Maximilian I của Đế quốc La Mã thánh muốn gả cháu gái, Leonor của Castilla, cho Henry.

## Trị vì: 1509 – 1525

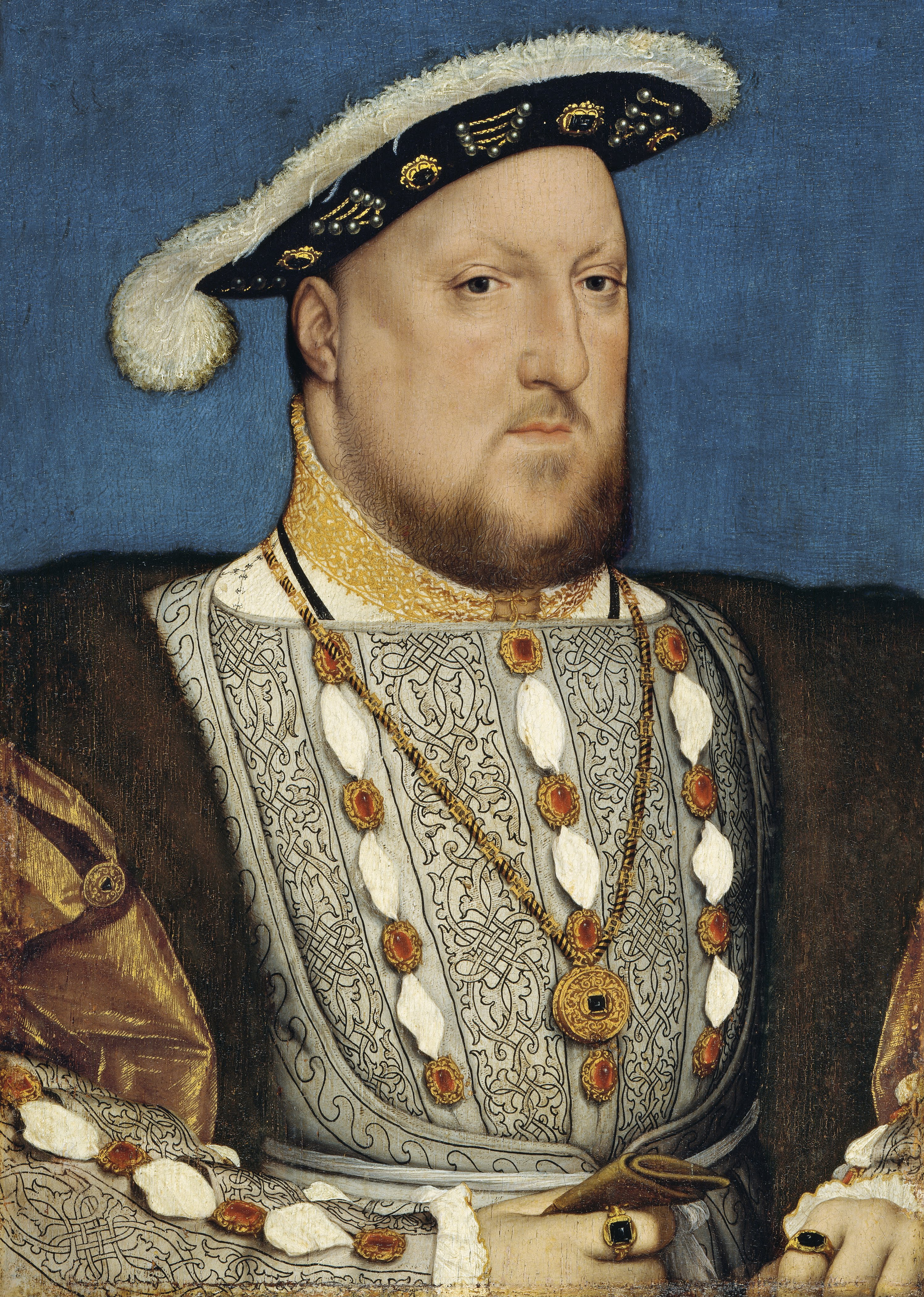
Chân dung Henry VIII, khoảng năm 1537.

Hai ngày sau khi đăng quang, Henry ra lệnh bắt giữ hai quan đại thần đang suy giảm uy tín, Sir Richard Empson và Edmund Dudley. Họ bị buộc tội phản loạn rồi bị xử tử năm 1510. Đó là chiến thuật được Henry thường xuyên áp dụng đối với những ai bị xem là đang ngáng trở bước tiến của ông.
Henry cố công tô điểm hình ảnh của mình như là một nhà lãnh đạo uyên bác, cung vua trở thành địa điểm sáng tạo trong nghệ thuật và học thuật. Bản thân nhà vua cũng là một nhạc sĩ, tác gia, và thi sĩ. Xung quanh nhà vua là những nhạc sĩ như Benedict de Opitiis, Richard Sampson, Ambrose, và nghệ sĩ phong cầm đến từ Venice, Dionisio Memo. Henry có một bộ sưu tập các loại nhạc cụ; nhà vua sử dụng thành thạo đàn lute, organ, và đàn virginals; nhà vua tỏ ra xuất sắc trong xướng âm và hát.
Henry rất thích chơi bài và xúc sắc, giỏi trong các môn thể thao, nhất là cưỡi ngựa đấu thương, săn bắn, và quần vợt.
Henry cũng nổi tiếng là người sùng đạo, và nhiệt tình bảo vệ đạo giáo. Nhà vua viết quyển Assertio Septem Sacramentorum công kích nhà cải cách tôn giáo người Đức Martin Luther và biện minh cho giáo lý Công giáo như các bí tích, lễ Misa, và quyền tối thượng của Giáo hoàng. Giáo hoàng Leo X rất hài lòng và ban tặng Henry danh hiệu Fidei Defensor (Người Bảo vệ Đức tin).

### Nước Pháp và Nhà Habsburg
Năm 1511, Giáo hoàng Julius II công bố Liên minh thánh chống lại nước Pháp. Liên minh mới này phát triển nhanh chóng với sự gia nhập của Tây Ban Nha, Đế quốc La Mã thánh, và Anh. Henry quyết định nắm lấy cơ hội để mở rộng lãnh thổ ở phía bắc nước Pháp. Ông chấm dứt Hiệp ước Westminster, cam kết hỗ trợ Tây Ban Nha chống Pháp vào tháng 11 năm 1511, và chuẩn bị cho cuộc chiến Liên minh Cambrai.
Năm 1513, Henry xâm lấn nước Pháp, quân Anh đánh bại quân Pháp trong Trận Spurs. Mặc dù anh rể ông, James IV của Scotland, xâm lăng nước Anh theo yêu cầu của Louis XII của Pháp, Henry vẫn không chịu lui binh. Vương hậu Catalina, đang nắm quyền nhiếp chính khi Henry vắng mặt, lãnh đạo quân Anh đánh bại quân Scotland trong Trận Flodden vào ngày 9 tháng 9, 1513. James IV thiệt mạng trong chiến trận, chấm dứt sự can thiệp ngắn ngủi của Scotland.
Ngày 18 tháng 2, 1516, Catalina sinh cho Henry người con duy nhất còn sống đến tuổi trưởng thành, Vương nữ Mary (trước đó, năm 1511, Catalina sinh một con trai là Henry, Công tước xứ Cornwall nhưng chỉ sống vài tuần sau khi chào đời).

## Quyền lực

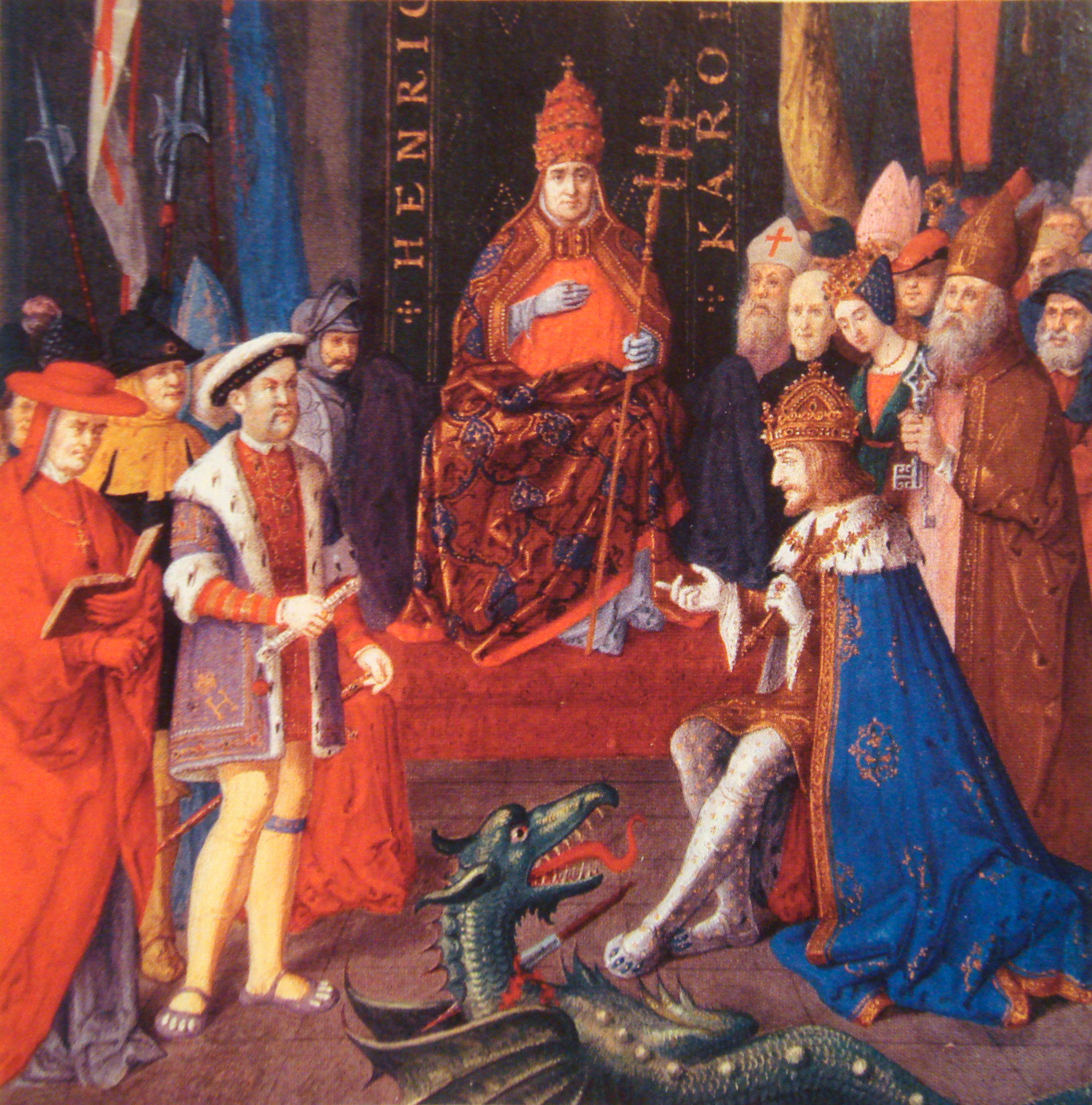
Henry với Charles V (phải) và Giáo hoàng Leo X (giữa), khoảng năm 1520

### Chính quyền và tài chính
Tình trạng tài chính nước Anh gần như là một thảm họa trong những năm trị vì của Henry, mặc dù nhà vua thừa hưởng một nền kinh tế thịnh vương (chưa kể đất đai của giáo hội bị tịch thu làm gia tăng tài sản của hoàng gia). Sự tiêu xài hoang phí của nhà vua cùng sưu cao thuế nặng đã tàn phá nền kinh tế. Lấy thí dụ, Henry gia tăng số lượng tàu cho Hải quân Hoàng gia từ 5 chiếc lên đến 53 chiếc. Say mê các tòa lâu đài, khi đăng quang Henry có một tá, khi băng hà con số này là 55 với 2 000 chiếc thảm thêu. Để so sánh, vua nước láng giềng và là cháu của Henry, James V của Scotland, chỉ có năm lâu đài với 200 tấm thảm thêu. Henry hãnh diện khi khoe khoang bộ sưu tập vũ khí của mình, trong đó có bộ thiết bị cung tên ngoại nhập, 2 250 món quân nhu, và 6 500 súng ngắn.
Khi mới lên ngôi, Henry phụ thuộc nhiều vào các cố vấn, nhưng về sau nhà vua nắm toàn quyền. Từ năm 1514 đến 1529, Thomas Wolsey (1473-1530), một hồng y Công giáo, làm tể tướng, trong thực tế kiểm soát chính sách ngoại giao và nội trị cho ông vua trẻ. Ông thương thảo một cuộc hưu chiến với Pháp. Ông đã dẫn dắt nước Anh lúc tiến lúc thoái trong vai trò đồng minh với Pháp lẫn Đế quốc La Mã thánh. Wolsey tập trung quyền lực về chính quyền trung ương. Song, chủ trương của Wolsey sử dụng các khoản nợ bắt buộc để tài trợ cho các cuộc viễn chinh cùng số lượng tài sản khổng lồ và nếp sống phô trương của ông gây căm phẫn trong giới giàu có ở Anh. Rồi Wolsey làm nhà vua thất vọng vì không thể giúp ông xóa bỏ cuộc hôn nhân với Vương hậu Catalina. Ngân khố trống rỗng sau nhiều năm tiêu xài hoang phí, và khi sự bất mãn dâng cao Henry cần có giải pháp mới: Wolsey bị thay thế. Sau 16 năm sống trên đỉnh cao danh vọng và quyền lực, năm 1529 Wolsey bị thất sủng, năm sau ông bị bắt giữ, bị gán tội phản loạn, rồi chết trong tù. Sự sụp đổ của Wolsey là lời cảnh báo cho Giáo hoàng và giới tăng lữ ở Anh về những gì họ sẽ đối diện nếu không thuận theo ý nhà vua. Henry toàn quyền cai trị đất nước, mặc cho các phe phái trong triều vẫn tiếp tục đấu đá và trừ khử lẫn nhau.
Geoffrey Elton (1962) suy luận rằng có một cuộc cách mạng quan trọng xảy ra trong triều. Mặc dù thừa nhận Henry là một quân vương thông minh sắc sảo, Elton tìm thấy phần đóng góp lớn lao trong các động thái tích cực, nhất là quyết định tách rời khỏi Rô-ma, là do Thomas Cromwell chứ không phải nhà vua. Elton nhận thấy Henry là nhà lãnh đạo tài năng nhưng ông không đủ kiên nhẫn để theo đuổi những kế hoạch lâu dài; đúng hơn, nhà vua là một kẻ cơ hội, nhờ người khác đưa ra các ý tưởng và sử dụng họ để đạt đến mục đích. Những cuộc phiêu lưu tình ái của Henry là một phần trong chuỗi chứng cứ của Elton; một người đàn ông kết hôn đến sáu lần, theo Elton, không thể là người có thể kiểm soát số phận của mình. Elton nhận ra rằng chính Thomas Cromwell là người đã hình thành ý niệm về một nước Anh thịnh vượng với sự tham gia tích cực của người dân thông qua Quốc hội, và đó là sự khởi đầu cho một nhà nước pháp quyền. Cần có sự chuẩn thuận của Quốc hội không có nghĩa là nhà vua nhượng bộ; Henry là nhà cai trị chuyên chế, chưa bao giờ tỏ ra ngần ngại khi sử dụng quyền lực của mình. Sự đồng thuận của người dân chỉ giúp làm tăng chứ không hạn chế quyền lực hoàng gia.

### Cải cách tôn giáo

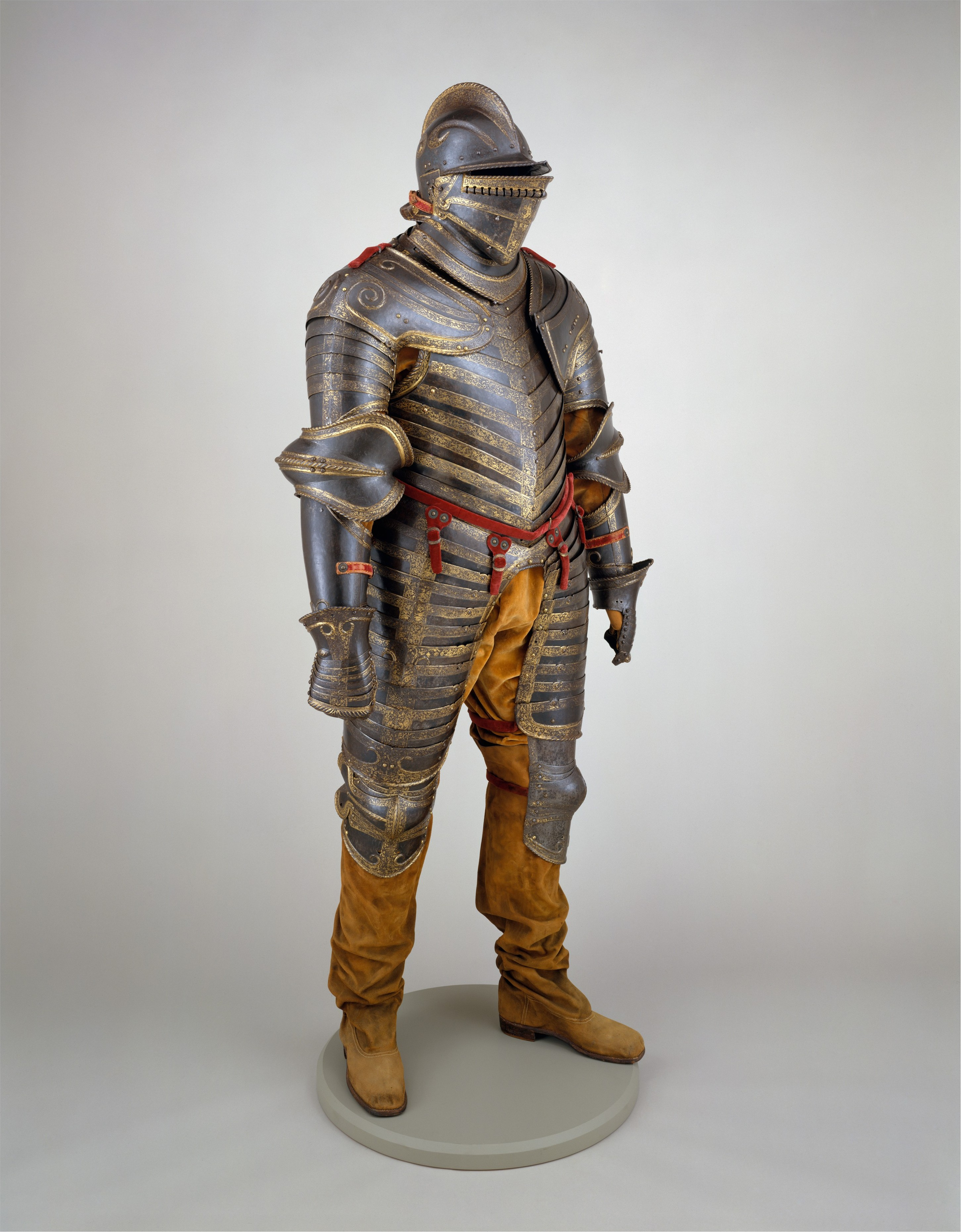
Bộ giáp trụ được làm tại Ý của Henry, c.1544.

Henry chưa bao giờ chính thức bác bỏ thần học Công giáo, nhưng từ năm 1534, nhà vua tự nhận mình là nhà lãnh đạo tối cao của giáo hội tại Anh. Quyết định này, kết hợp với những động thái kế tiếp nhau, dần dà hình thành nên một giáo hội tách rời khỏi Rô-ma, Giáo hội Anh. Henry và các cố vấn của ông cảm thấy rằng Giáo hoàng, trong các vấn đề thế tục, đang hành động như là một vương quyền Ý, do đó làm lu mờ vai trò lãnh đạo tôn giáo của ông. Vì quyền lợi quốc gia, Henry ngày càng cảm thấy khó chấp nhận khi những vấn đề nội chính quan trọng của nước Anh đều được quyết định bởi người Ý. Sự kiện hủy hôn với Catalina là một thí dụ điển hình nhưng chính nó không phải là nguyên nhân của sự việc.
Cuộc cải cách giáo hội do Henry tiến hành khởi phát từ những nguyên nhân phức tạp hơn chứ không chỉ đơn thuần là khao khát của nhà vua muốn có vợ mới và có con trai để kế vị. Henry khẳng định rằng cuộc hôn nhân đầu tiên chưa bao giờ là hợp lệ, nhưng việc hủy hôn chỉ là một trong những nhân tố khiến Henry muốn cải cách giáo hội. Từ năm 1532-1537, Henry ban hành một loạt đạo luật liên quan đến mối quan hệ giữa nhà vua với Giáo hoàng, và về cơ cấu tổ chức của Giáo hội Anh. Trong giai đoạn này, Henry giải thể các tu viện và những điện thờ hành hương như là một phần trong nỗ lực cải cách giáo hội. Nhà vua luôn thủ giữ vai trò chủ chốt trong việc ra quyết sách về tôn giáo; chính sách này, được ông kiên trì theo đuổi, có thể được miêu tả chính xác nhất là đi theo đường lối trung dung.

### Giải thể các tu viện
Trên khắp nước Anh có rất nhiều cơ sở tôn giáo sở hữu nhiều đất đai cho tá điền thuê mướn để canh tác. Từ năm 1536-1541, Henry giải thể các cơ sở tôn giáo và chuyển đổi một phần năm đất canh tác của nước Anh sang tay chủ mới. Kế hoạch được thiết kế nhằm tạo ra một giới quý tộc chịu ơn nhà vua, họ là những người sử dụng đất canh tác hiệu quả hơn.
Henry tiến hành một số thay đổi trong cung cách hành đạo. Nhà vua ra lệnh cho giới tăng lữ thuyết giảng chống lại các loại ảnh tượng mê tín, các thánh tích, các loại phép lạ, và việc hành hương, cũng như dời bỏ các chân nến. Sách dạy giáo lý năm 1545, gọi là King’s Primer, loại bỏ các thánh. Nghi lễ cử hành bằng tiếng Latin nhường chỗ cho tiếng Anh. Điện thờ các thánh bị hủy bỏ, và các thánh tích bị chế giễu như là những bộ xương khô vô giá trị.

## Những người tình
Không như mọi người vẫn nghĩ về ông, Henry không có quá nhiều mối quan hệ ngoài hôn nhân, có thể xác định chắc chắn là trường hợp của hai người tình: Elizabeth Blount và Mary Boleyn. Mặt khác, cũng khó có thể nói Henry không có ai khác ngoài hai người tình kể trên; Alison Weir tin rằng Henry dính líu đến nhiều mối quan hệ ngắn ngủi và bí mật, hầu hết đều diễn ra ở tòa nhà Jordan House bên bờ sông.
Tháng 6, 1519, Elizabeth "Bessie" Blount sinh cho Henry một con trai ngoại hôn, Henry FitzRoy. Cậu bé được tấn phong Công tước Richmond tháng 6, 1525 trong kế hoạch tiến hành từng bước một để hợp pháp hóa đứa con ngoại hôn. Năm 1533, FitzRoy kết hôn với Mary Howard, em họ của Anne Boleyn, nhưng FitzRoy chết ba năm sau đó mà không có con.
Mary Boleyn là người tình của Henry trước khi em gái cô, Anne Boleyn, trở thành vợ thứ hai của nhà vua. Trước đó cô thuộc đoàn tùy tùng của Catalina. Đã có đồn đại rằng hai con của Mary, Catherine và Henry, là con của nhà vua, nhưng Henry chưa bao giờ thừa nhận điều này như ông đã làm với Henry FitzRoy.
Năm 1510, người ta tin rằng Henry có quan hệ với em gái của Edward Stafford, Công tước Buckingham, là Anne Hastings, Nữ Công tước Huntingdon, khiến Stafford giận dữ, và Lord George Hastings, chồng của Anne, gởi cô vào một tu viện. Eustace Chapuys viết, "chồng của người phụ nữ ấy đem vợ đến một tu viện cách xa 60 dặm để không ai còn thấy cô".

## Tiêu hôn: 1525-1533

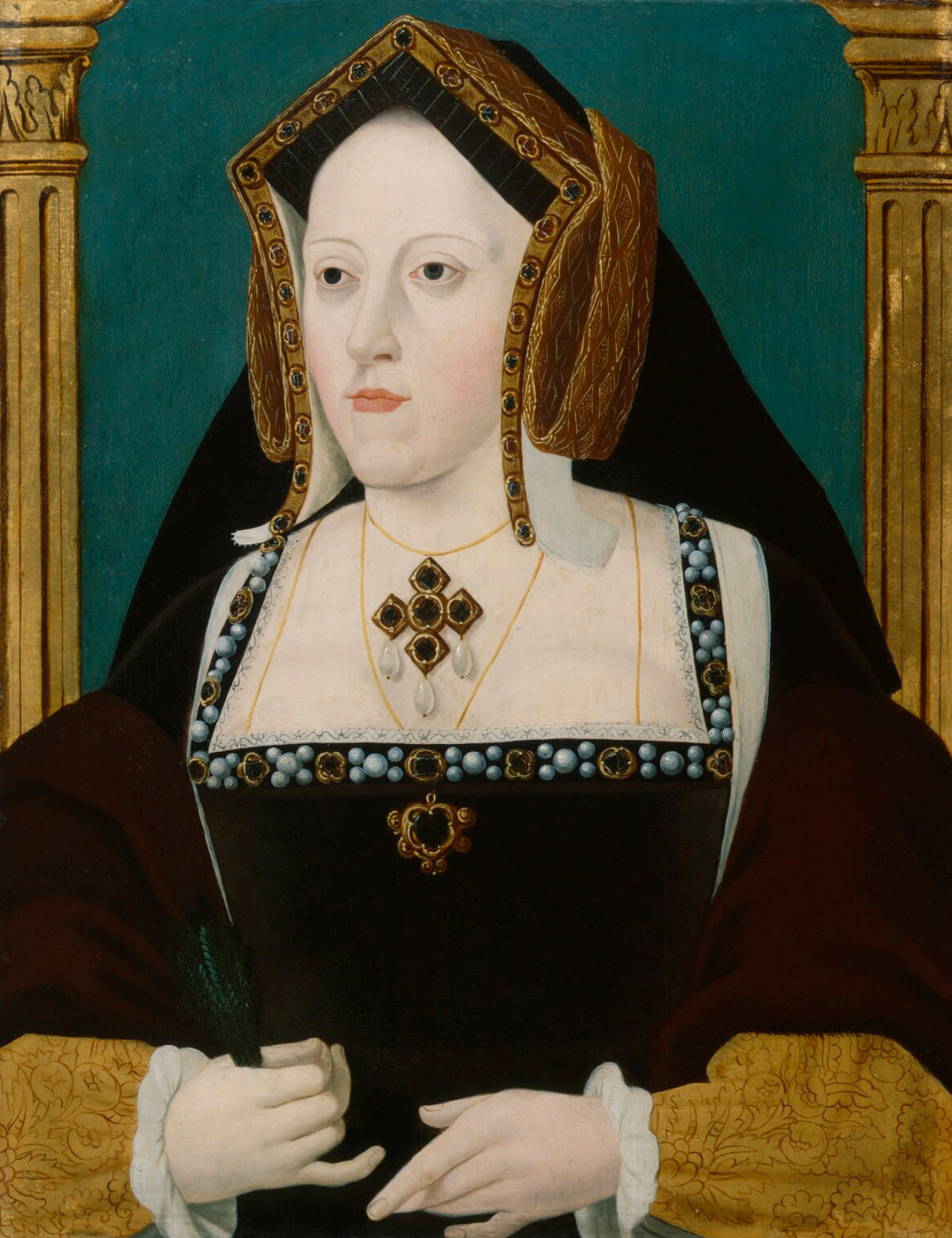
Catalina của Aragón, Vương hậu đầu tiên của Henry.

Henry mất kiên nhẫn với việc Catalina không có khả năng sinh con trai để nối ngôi. Ngoại trừ Mary, các con của Catalina đều chết khi còn nhỏ, mà Henry khao khát có một con trai để củng cố quyền lực triều đại Tudor.
Năm 1525, Henry phải lòng một thiếu nữ quyến rũ trong đoàn tùy tùng của Vương hậu, Anne Boleyn. Lúc đầu, Anne khước từ mọi mời mọc của Henry, và từ chối trở thành người tình của nhà vua như chị cô, Mary Boleyn từng làm. Cô nói: "Tôi khẩn thiết nài xin hoàng thượng từ bỏ ý định ấy. Tôi thà mất mạng sống còn hơn đánh mất sự chân thật của mình.":160 Lời khước từ của cô gái làm cô trở nên quyến rũ hơn, khiến nhà vua càng kiên trì theo đuổi cô.
Cuối cùng, khi nhận thấy những cơ hội thuận lợi khi được nhà vua say mê, Anne bày tỏ sự cương quyết chỉ nhận lời nếu cô chính thức trở thành Vương hậu. Nhà vua quyết tâm hủy bỏ hôn nhân với Catalina.
Henry trực tiếp thỉnh cầu Giáo hoàng mà không thông qua Hồng y Thomas Wolsey. Thư ký của Henry, William Knight, được sai đến gặp Giáo hoàng Clêmentê VII để xin hủy hôn với lập luận sắc thư do Giáo hoàng Giuliô II ban hành là không có cơ sở, bởi vì cuộc hôn nhân ngắn ngủi giữa Catalina với Arthur đã được công nhận là hoàn hợp (hai người đã nên vợ chồng trong khuê phòng). Vì vậy, Henry thỉnh cầu được phép tái hôn.
Tuy nhiên, khi ấy Giáo hoàng đang bị quản thúc bởi cháu của Catalina, Hoàng đế Karl V, rất khó khăn Knight mới có thể gặp Giáo hoàng, và cũng chỉ xoay xở xin được quy chế tái hôn có điều kiện. Henry buộc phải nhờ Wolsey. Wolsey làm mọi điều có thể để nhà vua hài lòng, ông triệu tập một phiên tòa giáo hội tại Anh với sự có mặt của đặc sứ của Giáo hoàng.
Vở Henry VIII của Shakespeare miêu tả chính xác hành động ngoạn mục của Catalina tại phiên tòa. Bà quỳ phục trước Henry, khẩn nài nhà vua, và trình bày sự việc cách thuyết phục, rồi rời khỏi phiên tòa trong nước mắt. Charles V chống lại việc hủy hôn dù không chắc là ông có nhiều ảnh hưởng trên Giáo hoàng. Dù vậy, Henry tin rằng Giáo hoàng sẽ không cho phép hủy bỏ cuộc hôn nhân với cô của hoàng đế Giáo hoàng cấm Henry tái hôn cho đến khi có quyết định đến từ Rôma, chứ không phải tại Anh. Tin rằng Wolsey là kẻ phản bội, Anne Boleyn duy trì áp lực cho đến khi Wolsey bị bãi nhiệm năm 1529. Sau khi mất chức, Wolsey nài xin Anne giúp ông phục hồi quyền lực nhưng bị từ chối. Wolsey âm mưu lưu đày Anne, đồng thời bắt liên lạc với Vương hậu Catalina và Giáo hoàng để thực hiện kế hoạch. Khi âm mưu bị bại lộ, Henry ra lệnh bắt giữ Wolsey; nếu không chết vì bệnh tật năm 1530, có lẽ ông đã bị xử tử hình vì cáo buộc phản quốc. Thay thế Wolsey, Thomas More bắt đầu hợp tác với nhà vua thực thi chính sách mới, tại Quốc hội ông lên án Wolsey và công bố quan điểm các nhà thần học tại Oxford và Cambridge cho rằng hôn nhân giữa Henry và Catalina là bất hợp lệ. Tuy nhiên, khi Henry khởi sự bác bỏ thẩm quyền của Giáo hoàng, sự e ngại của More cũng gia tăng.

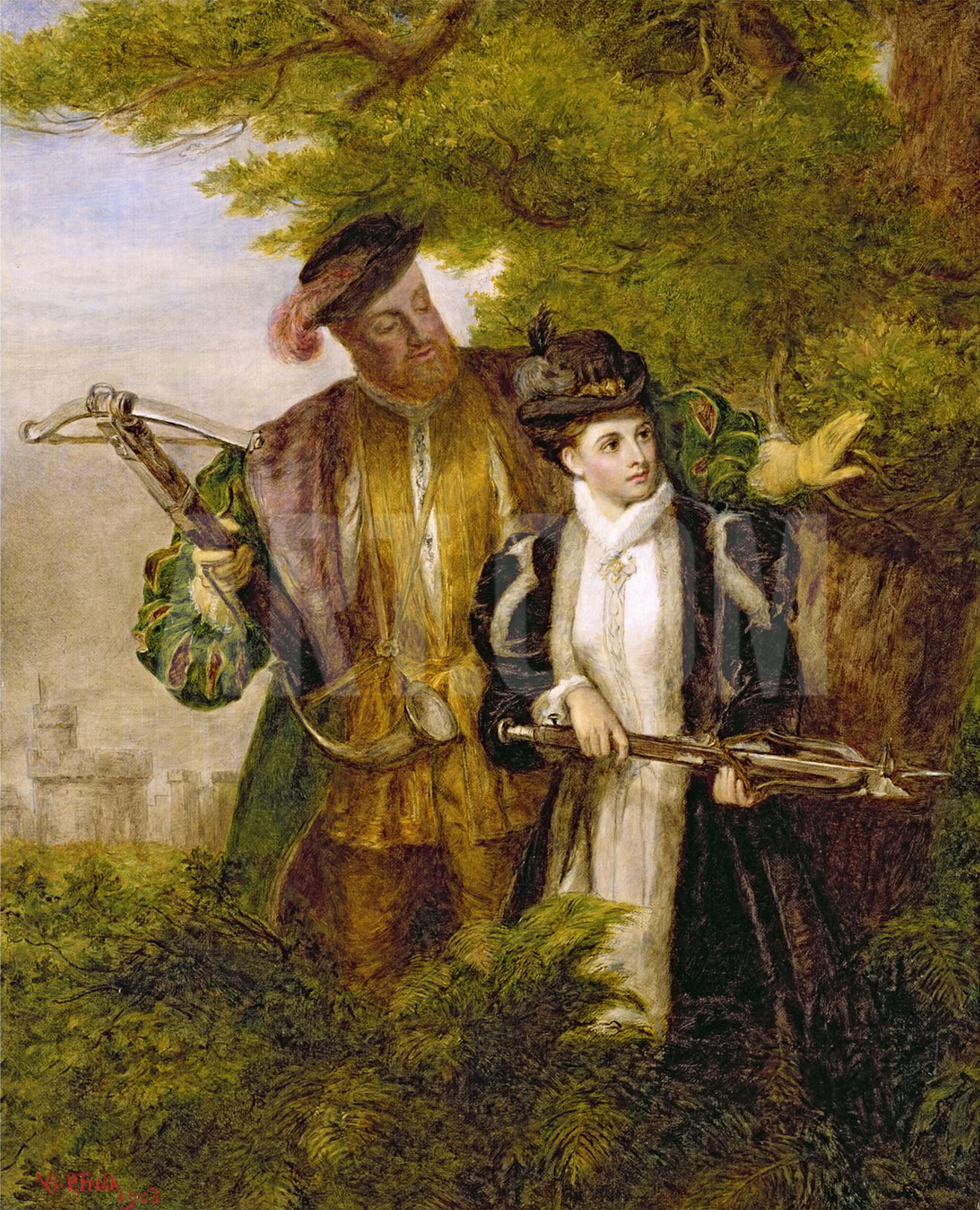
Anne Boelyn với Henry săn bắn trong rừng Windsor, tranh William Firth, 1903.

Một năm sau, Catalina bị trục xuất khỏi triều đình. Sau khi Wolsey bị thất sủng, quyền lực chính trị của Anne gia tăng đáng kể. Là một phụ nữ thông minh và học thức, một điều hiếm có vào thời ấy, Anne quan tâm đến giáo huấn của những nhà cải cách Kháng Cách. Khi Tổng Giám mục Canterbury William Warham qua đời, Anne vận động cho tuyên úy của gia đình bà, Thomas Cranmer, được bổ nhiệm vào vị trí này. Nhờ sự can thiệp của Vua nước Pháp, sự bổ nhiệm được Rôma chuẩn thuận.
Tiến trình tách rời khỏi Rôma diễn ra chậm chạp. Năm 1532, một luật sư ủng hộ Anne, Thomas Cromwell, trình Quốc hội các đạo luật công nhận thẩm quyền của nhà vua trên giáo hội. Sau khi các đạo luật này được thông qua, Thomas More từ nhiệm, chức tể tướng được giao cho Cromwell.

### Hôn nhân thứ hai
Mùa đông năm 1532, trong lần hội kiến với Francis I của Pháp tại Calais, Henry có được sự hậu thuẫn của vua nước Pháp, ngay khi vừa về đến Dover, Anh, Henry và Anne bí mật tổ chức hôn lễ. Anne mang thai, hai người tổ chức hôn lễ lần thứ hai vào ngày 25 tháng 1, 1533. Ngày 23 tháng 5, 1533, trong một phiên tòa đặc biệt tại Dunstable Priory, Cranmer tuyến bố cuộc hôn nhân giữa nhà vua với Catalina không còn giá trị. Năm ngày sau, Cranmer tuyên bố hôn nhân giữa Henry và Anne là hợp pháp.
Ngày 1 tháng 6, 1533, Anne được tấn phong Vương hậu; ngày 7 tháng 9, 1533 bà sinh cho nhà vua một con gái, Elizabeth, được đặt theo tên của bà nội. Với Đạo luật Kế vị 1533, Quốc hội bác bỏ quyết định của Giáo hoàng và công nhận hôn nhân của Henry và Anne là hợp pháp. Con gái của Catalina, Mary, bị xem là con bất hợp pháp, và hậu duệ của Anne được công nhận quyền kế vị. Mọi thần dân đến tuổi trưởng thành đều được yêu cầu tuyên thệ chấp nhận Đạo luật; ai từ chối tuyên thệ đều bị bắt giam. Bất cứ ấn phẩm nào tuyên truyền cuộc hôn nhân này là bất hợp lệ đều bị xem là mưu phản và tác giả bị xử tử hình.

## Tách khỏi Rô-ma: 1533 – 1540
Cùng lúc, Quốc hội nghiêm cấm việc thỉnh thị ý kiến Rô-ma trong các vấn đề tôn giáo cũng như trong các lĩnh vực khác, và trừng phạt những ai quảng bá các chỉ dụ của Giáo hoàng trong nước Anh. Quốc hội cũng cấm Giáo hội ban hành các chuẩn tắc tôn giáo mà không có sự chuẩn thuận của nhà vua. Giáo hoàng Clement chỉ còn cách xét đến biện pháp rút phép thông công Henry và Thomas Cranmer, đồng thời tuyên bố quyết định của Henry hủy hôn với Catalina và hôn nhân của Henry với Anne là bất hợp lệ. Sứ thần của Giáo hoàng bị triệu hồi, và bang giao giữa Rô-ma với nước Anh bị cắt đứt.
Thêm một số đạo luật được thông qua yêu cầu giới tăng lữ bầu chọn các Giám mục là những người được nhà vua đề cử. Đạo luật Quyền Tối thượng năm 1534 tuyên bố nhà vua là "Nhà lãnh đạo duy nhất trên đất của Giáo hội Anh", một đạo luật khác được thông qua cùng năm 1534 kết án tử hình những ai bị buộc tội phản loạn vì không chịu công nhận quyền tối thượng của nhà vua. Đáp trả việc rút phép thông công, Đạo luật Pence của Phêrô được thông qua tái khẳng định rằng nước Anh "dưới sự tể trị của Thiên Chúa không có bề trên nào hết ngoại trừ nhà vua", và rằng vương quyền của Henry từng bị suy yếu do sự tiếm quyền vô lý và hà khắc cũng như bởi sự "trấn lột" của Giáo hoàng.

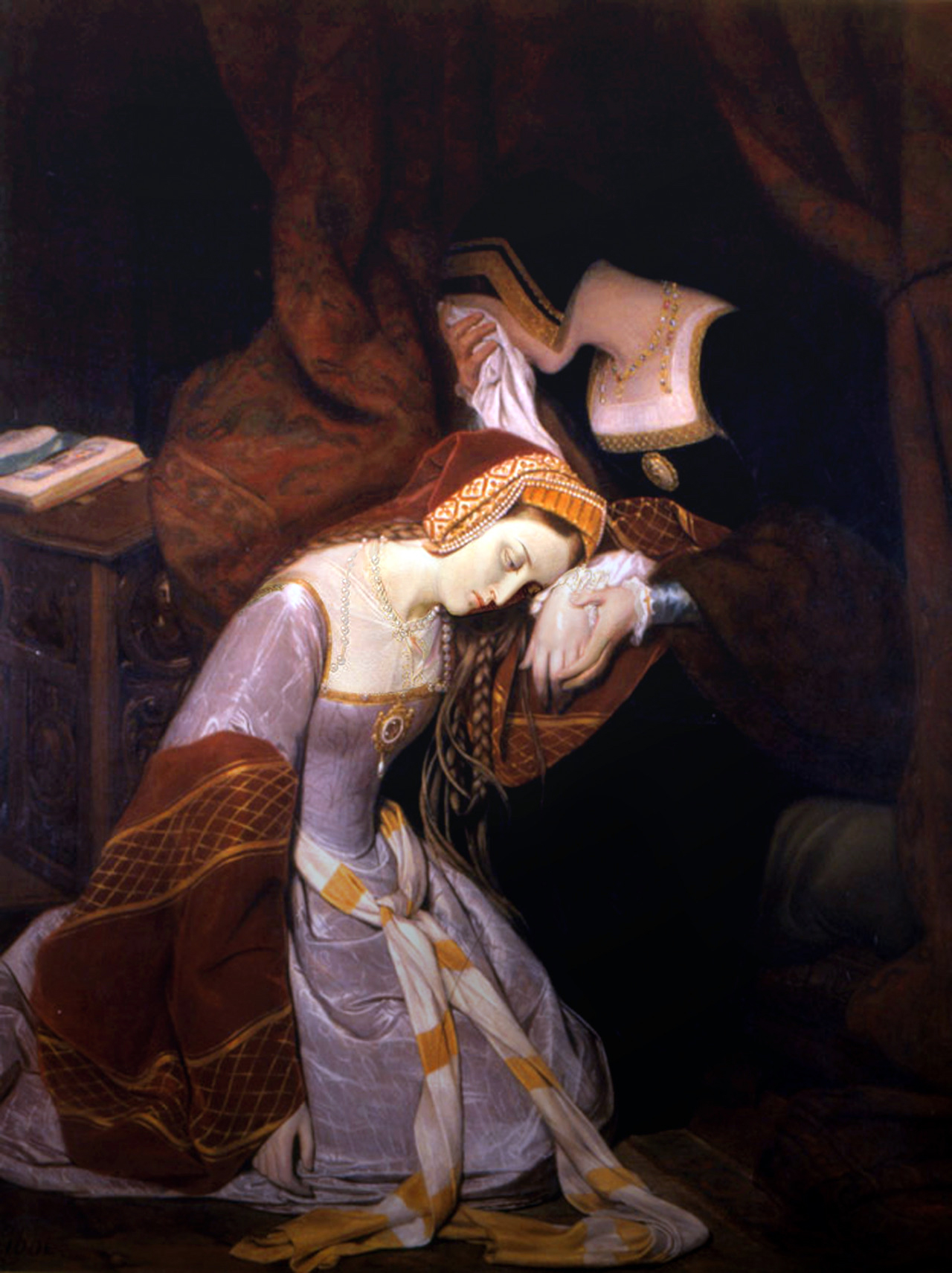
Anne Boleyn bị giam trong Tháp Luân Đôn, tranh Edouard Cibot, 1835.

Bởi vì sự đối đầu giữa nhà vua và Giáo hoàng do xung đột lợi ích mà Giáo hội Anh đổi chủ, từ Rô-ma sang Henry VIII. Những nhà cải cách Kháng Cách vẫn tiếp tục bị bách hại, nhất là khi họ chống lại việc hủy hôn của Henry. Nhiều người trốn ra nước ngoài chỉ để rơi vào tình cảnh khắc nghiệt hơn như trường hợp của William Tyndale, cuối cùng ông bị hỏa thiêu theo yêu cầu của Henry. Phải đợi đến thời trị vì của con trai Henry, Edward VI, những cải cách giáo hội trong lĩnh vực thần học và hành đạo mới có thể tiến hành, sau đó được củng cố và xác lập bởi một người con khác của Henry, Elizabeth I.

### Rắc rối nảy sinh
Cả nhà vua lẫn Vương hậu đều không hài lòng với cuộc sống hôn nhân. Họ từng vui hưởng những ngày bình yên và hạnh phúc, nhưng Anne không chịu phục tùng nhà vua như bà được mong đợi phải làm. Tính sôi nổi hoạt bát và trí thông minh không cần giấu kín từng làm Anne là một người tình quyến rũ thì những tính cách này tỏ ra không thích hợp với vai trò mẫu nghi thiên hạ, bởi vì Henry đòi hỏi sự thần phục tuyệt đối của mọi người trong triều. Thái độ này khiến Anne có nhiều kẻ thù. Về phần mình, Henry không mấy thích thú với những cơn giận dữ thường xuyên của Anne. Sau một lần sẩy thai năm 1534, Henry xem việc Anne không thể sinh con trai cho ông là một sự phản bội. Đến Giáng sinh năm 1534, Henry bàn với Cranmer và Cromwell về những cơ hội bỏ rơi Anne mà không phải quay trở lại với Catalina.
Những đề kháng chống lại chính sách tôn giáo của Henry bị dập tắt mau chóng. Một số tu sĩ bị tra tấn và xử tử. Những nhân vật nổi tiếng như John Fisher, Giám mục Rochester, và Sir Thomas More, từng là Tể tướng của Henry, vì từ chối tuyên thệ trung thành với nhà vua mà bị kết án mưu phản và bị chém đầu tại Tower Hill, ngay bên ngoài Tháp Luân Đôn.
Mặt khác, sự đàn áp làm gia tăng chống đối của người dân, đáng kể nhất là sự kiện Pilgrimage of Grace, một cuộc nổi dậy rộng lớn ở miền bắc nước Anh trong năm 1536. Henry hứa ân xá và cảm ơn những người nổi dậy vì giúp ông quan tâm đến vấn đề của họ, rồi mời lãnh tụ của phe nổi dậy, Robert Aske, đến dự tiệc hoàng gia. Trong bữa tiệc, Henry yêu cầu Aske viết về những gì đã xảy ra để nhà vua hiểu rõ tình hình hơn mà tiến hành thay đổi. Sau này, những điều Aske viết bị nhà vua sử dụng để chống lại ông. Bởi vì Henry xem những người nổi dậy là kẻ phản quốc nên ông tự cho mình không có nghĩa vụ giữ lời hứa. Khi biết nhà vua thất hứa, họ nổi dậy lần nữa, nhưng đã bị suy yếu nhiều. Nhà vua cho đập tan cuộc nổi dậy, và bắt giữ những người lãnh đạo, trong đó có Aske. Họ bị xử tử vì tội phản quốc.

### Xử tử Anne Boleyn
Ngày 8 tháng 1, 1536, nhà vua và Vương hậu biết tin Catalina qua đời. Lúc ấy Vương hậu đang mang thai, bà biết số phận của mình sẽ ra sao nếu không thể sinh con trai, bởi vì nếu cả hai Vương hậu khuất bóng thì nhà vua có thể tự do tái hôn mà không ai có thể xem cuộc hôn nhân mới là bất hợp pháp. Đến cuối tháng, Henry bị ngã ngựa trong một cuộc thi đấu và bị chấn thương nghiêm trọng. Khi biết tin, Vương hậu chấn động và bị sẩy thai, một bé trai 15 tuần tuổi.

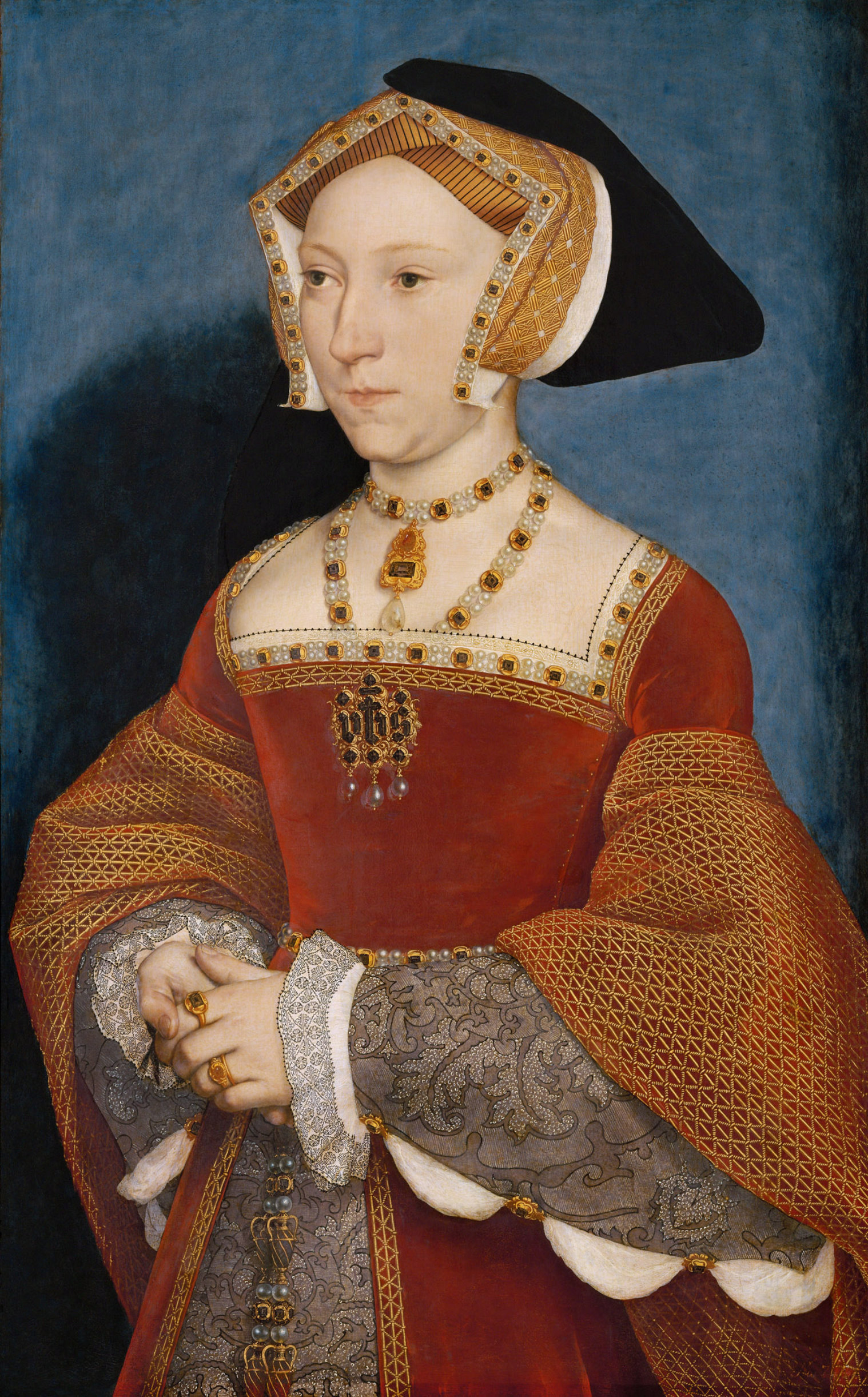
Jane Seymour, Vương hậu thứ ba của Henry.

Sau khi Anne hồi phục, Henry tuyên bố cuộc hôn nhân của ông là hậu quả của ma thuật. Người tình mới của nhà vua, Jane Seymour, dời đến chỗ ở mới sau khi em trai của Anne, George Boleyn, bị khước từ một đặc ân vinh dự của triều đình, Huân chương Garter. Anh trai của Seymour được ban tặng huân chương này.
Năm người đàn ông, trong đó có em trai của Anne, bị bắt giữ và buộc tội loạn luân và phản quốc vì bị cáo buộc quan hệ tình dục với Vương hậu. Ngày 2 tháng 5, 1536, Anne bị bắt và giam giữ trong Tháp Luân Đôn. Bà bị cáo buộc tội ngoại tình, loạn luân, và phản quốc. Mặc dù Anne không nhận tội và không có chứng cứ thuyết phục, bà bị tuyên án tử hình ngày 17 tháng 5, 1536. Tám giờ sáng ngày 19 tháng 5, 1536, Vương hậu bị xử chém. Cuộc hành hình diễn ra nhanh chóng. Anne quỳ thẳng lưng, lìa đời chỉ sau một nhát chém.

### Vương tử Edward
Một ngày sau khi Anne bị hành hình, Henry đính hôn với Jane Seymour, một trong những Thị nữ thuộc đoàn tùy tùng của Vương hậu Anne Boleyn khi trước. Mười ngày sau hai người kết hôn. Cũng vào thời điểm đó, Henry phê chuẩn bộ luật về xứ Wales năm 1535, sáp nhập xứ Wales vào nước Anh, sau đó là Đạo luật Kế vị thứ hai, tuyên bố hậu duệ của Vương hậu Jane sẽ là người kế vị trực tiếp, như thế Lady Mary và Lady Elizabeth bị kể là con ngoại hôn và mất quyền kế vị. Nhà vua có thêm quyền chỉ định người kế vị theo ý muốn của mình.
Năm 1537, Jane sinh một con trai duy nhất của nhà vua, Vương tử Edward. Đây là một ca sinh khó và Vương hậu qua đời do nhiễm trùng ngày 24 tháng 10 cùng năm tại Lâu đài Hampton Court. Toàn thể triều đình cùng than khóc với Henry trong một thời gian dài. Henry xem Jane là người vợ chính danh duy nhất vì bà là người phụ nữ duy nhất sinh cho ông một con trai để nối ngôi, điều ông vẫn tha thiết mong đợi. Sau khi băng hà, nhà vua được an táng cạnh Vương hậu Jane.

## Cuối đời

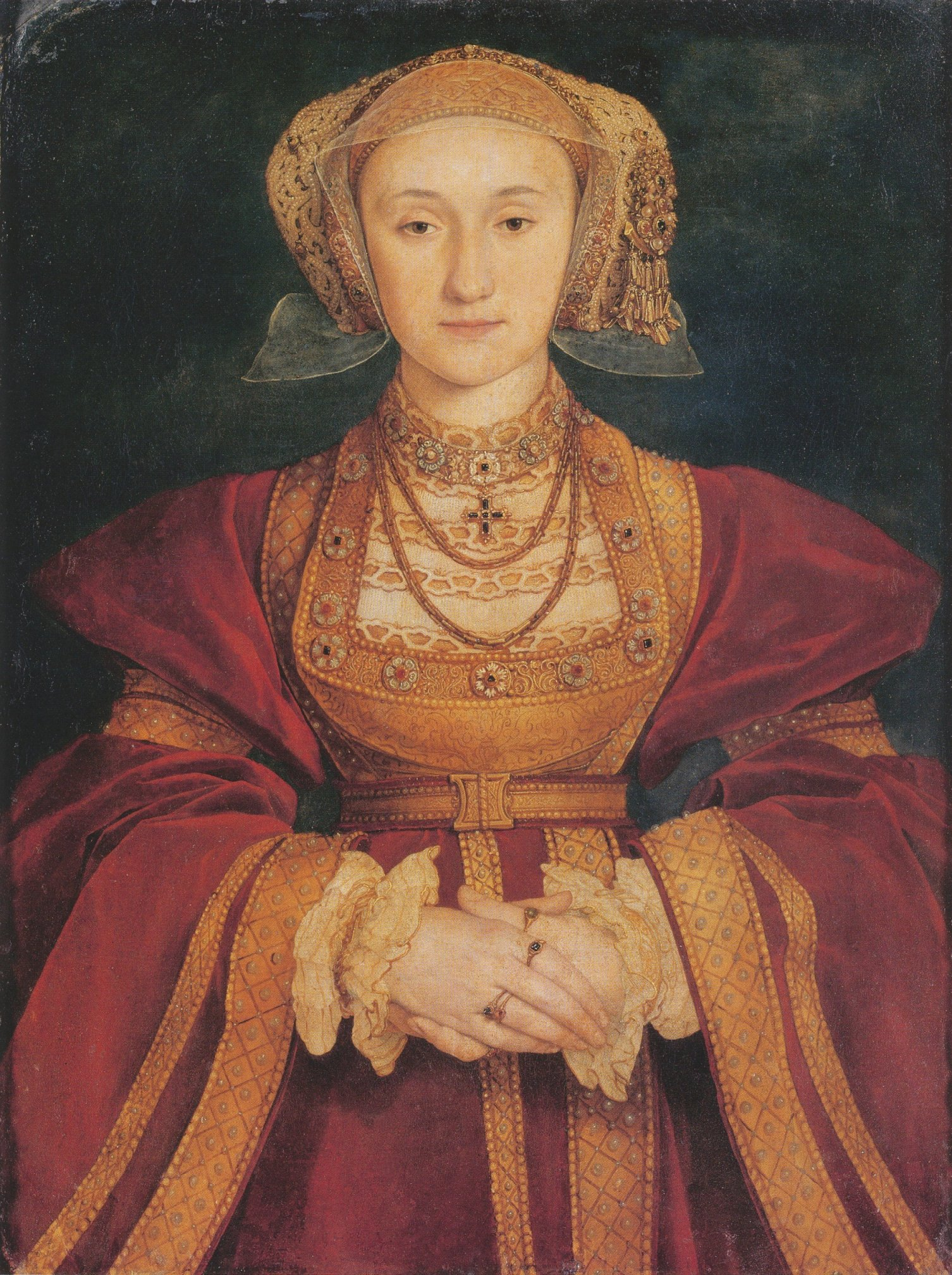
Anna xứ Kleve.

Năm 1540, Henry cho phá hủy những điện thờ các thánh. Cùng lúc, nhà vua muốn tái hôn để đảm bảo chắc chắn sự nối ngôi. Thomas Cromwell, đã được phong tước Bá đề cử Anna, em gái Công tước xứ Kleve (Kleve hoặc Jülich-Kleve-Berg là lãnh thổ phần lớn thuộc nước Đức, phần còn lại thuộc Hà Lan ngày nay). Công tước xứ Kleve là tín hữu Kháng Cách, người được xem sẽ là một đồng minh quan trọng trong trường hợp Công giáo Rô-ma tấn công nước Anh. Hans Holbein được sai đến gặp Kleve để vẽ chân dung Anna về trình nhà vua. Henry đồng ý kết hôn, nhưng sau khi gặp Anna, nhà vua tỏ ra thất vọng về nhan sắc của cô dâu.
Henry muốn tiêu hôn; trong khi đó Công tước xứ Kleve đang tranh chấp với Hoàng đế La Mã thánh, người Henry không muốn đối đầu. Vương hậu Anna đủ khôn ngoan để không làm trái ý nhà vua, bà làm chứng rằng cuộc nhân của họ là không hoàn thiện. Henry được thuật lại rằng mỗi đêm đến phòng cô dâu chỉ để hôn lên trán cô trước khi về phòng mình. Cuộc hôn nhân bị tiêu hủy, Anne nhận tước vị "Em gái nhà vua", và được ban tặng Lâu đài Hever, trước đó là nơi ở của gia đình Boleyn. Bởi vì đã tích cực sắp xếp cuộc hôn nhân này mà Cromwell bị thất sủng, cuối cùng bị xử chém. Ngày Cromwell bị hành hình (ngày 28 tháng 7 năm 1540) cũng là ngày Henry cưới Catherine Howard, em họ của Anne Boleyn, trước đây thuộc đoàn tùy tùng của Anne. Nhà vua rất thích cô vợ mới. Tuy nhiên, không lâu sau khi kết hôn, Vương hậu Catherine có quan hệ tình cảm với Thomas Culpeper. Bà cũng chọn Francis Dereham, người yêu cũ và là hôn phu của bà trước khi trở thành Vương hậu, làm thư ký riêng cho bà.

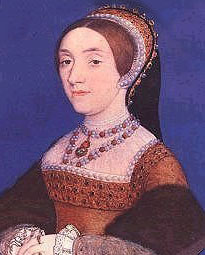
Catherine Howard.

Thomas Cranmer, Tổng giám mục Canterbury, đối nghịch với gia đình Howard theo Công giáo, đã trình nhà vua các chứng cứ về những hành vi của Vương hậu. Dù không chịu tin lời cáo buộc, nhà vua cho phép Cranmer mở cuộc điều tra. Khi bị tra hỏi, Vương hậu thú nhận từng có hôn ước với Dereham, có nghĩa hôn nhân của bà với Henry là bất hợp lệ, mặt khác bà nói Dereham đã ép buộc bà ngoại tình. Cùng lúc, Dereham tố giác Vương hậu có quan hệ với Thomas Culpeper. Catherine bị xử tử ngày 13 tháng 2năm 1542. Trong năm ấy, những tu viện còn lại đều bị giải thể, tài sản tu viện được chuyển về ngân khố nhà vua. Các tu viện trưởng mất ghế trong Viện Quý tộc.
Năm 1543, Henry kết hôn lần cuối, lần này với Catherine Parr, một góa phụ giàu có. Bà thường xuyên tranh luận với Henry về tôn giáo và ủng hộ cải cách, còn nhà vua muốn duy trì truyền thống cũ. Quan điểm tôn giáo của Vương hậu làm những người Công giáo có nhiều ảnh hưởng như Stephen Gardiner, Giám mục Winchester, và Tể tướng Lord Wriothesley nghi ngại. Năm 1546, họ thuyết phục nhà vua chống lại bà. Một lệnh bắt giữ đã được soạn sẵn trong khi những tin đồn loan truyền khắp châu Âu rằng nhà vua bắt đầu quan tâm đến một phụ nữ khác là Bà Công tước Suffolk. Song, sau khi đọc lệnh bắt giữ, Catherine tìm cách giải hòa với nhà vua, thề hứa rằng những cuộc thảo luận về tôn giáo chỉ nhằm mục đích giúp nhà vua quên những cơn đau do bệnh tật.

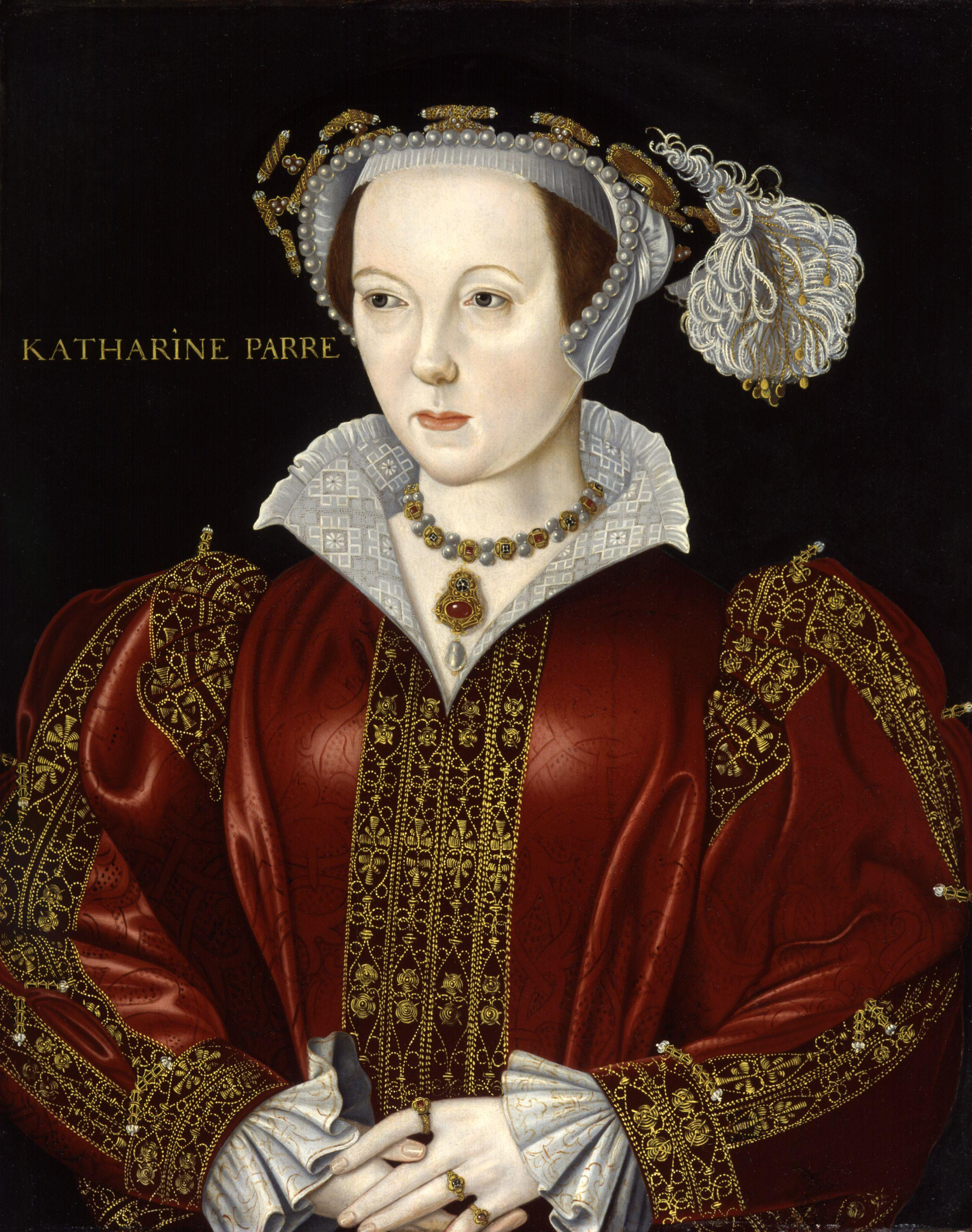
Catherine Parr.

Catherine Parr cũng giúp Henry hòa giải với các con gái của ông, Lady Mary và Lady Elizabeth. Năm 1544, một đạo luật được thông qua phục hồi quyền kế vị cho họ, kế tiếp Edward, Thân vương xứ Wales, mặc dù họ vẫn bị xem là con ngoại hôn. Cuối đời, Henry VIII phát phì, vòng bụng ông lên đến 54 inches /137 cm và cần có thiết bị hỗ trợ mới có thể di chuyển. Nhà vua chịu nhiều đau đớn thể xác, thân thể bị nhiều ung nhọt, và có lẽ mắc bệnh thống phong. Sự béo phì và các vấn đề sức khỏe khác của Henry có lẽ phát sinh từ tai nạn năm 1536 khi nhà vua bị chấn thương trong một trận cưỡi ngựa đấu thương (tai nạn này cũng là nguyên nhân khiến Anne Boleyin bị sẩy thai), làm tái phát và lần này trầm trọng hơn ở vết thương cũ ở chân của nhà vua. Vết thương bị lở loét và trở thành ung nhọt suốt phần đời còn lại của Henry và làm suy yếu sức khỏe của ông. Người ta tin rằng bệnh tật đã khiến tính cách của Henry trở nên thất thường.
Henry từ trần ngày 28 tháng 1 năm 1547 tại Lâu đài Whitehall ở tuổi 55. Nhà vua được an táng tại Nguyện đường St George trong Lâu đài Windsor, bên cạnh Vương hậu Jane Seymour.
Edward, con trai chính thức duy nhất của Henry, lên ngôi lấy hiệu Edward VI. Theo di chúc của Henry, một hội đồng gồm 16 nhiếp chính được thành lập để điều hành quốc gia cho đến khi Edward đủ 18 tuổi. Các nhiếp chính chọn Edward Seymour Bá tước Hertford, anh trai Jane Seymour, vào chức vụ Lord Protector.

## Hình ảnh

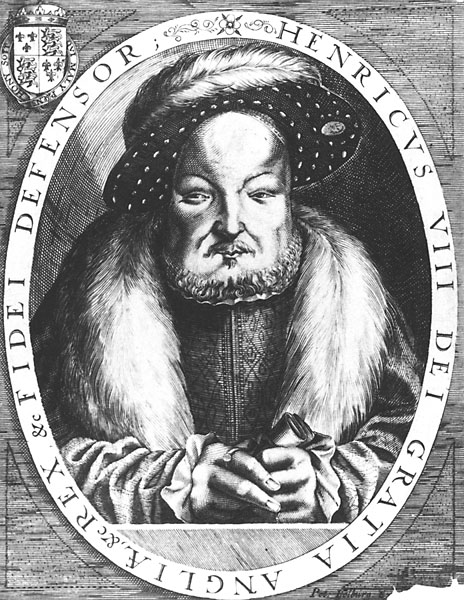
Henry lúc cuối đời, tranh khắc năm 1646 dựa trên tranh khắc năm 1548.

Henry khổ công xây dựng hình ảnh một nhà lãnh đạo với thẩm quyền tuyệt đối và quyền lực không thể thách thức. Theo ý mình, nhà vua xử tội chết, thường là chém đầu nơi công cộng, những nhà quý tộc nhiều hơn bất cứ vua chúa nào trước và sau ông. Trong danh sách nạn nhân của Henry có hai Vương hậu, hai mươi nhà quý tộc, bốn quan đại thần, sáu cận thần và thân hữu với nhà vua, chưa kể một hồng y và nhiều tu viện trưởng. Hồng y Wolsey chết lúc đang bị xét xử về tội phản quốc.
Cao hơn 6 feet (183 cm), vạm vỡ và mạnh sức, Henry thi đấu xuất sắc trong môn cưỡi ngựa đấu thương và săn bắn. Không chỉ đơn thuần để giải trí, các môn thể thao này được Henry xem là phương tiện đạt đến những mục đích chính trị như nâng cao hình ảnh cường tráng của một nhà lãnh đạo nhằm tạo ấn tượng với vua chúa và sứ thần các nước, cũng như phô diễn khả năng dẹp loạn trong nước của nhà vua. Khi Henry xuất hiện trong một cuộc tranh tài môn cưỡi ngựa đấu thương do ông tổ chức tại Greenwich năm 1517, một sứ thần đã gởi tường trình về nước của mình, "Sự giàu có và văn minh của thế giới đang tụ hội tại đây, những ai gọi dân Anh là mọi rợ, theo tôi, nên tự nhận mình là mọi rợ." Tuy nhiên, đến cuối đời sức khỏe nhà vua suy giảm nhanh chóng do chế độ ăn thiếu lành mạnh của ông.
Henry là một nhà lãnh đạo thông thái, là vua Anh đầu tiên thụ hưởng nền giáo dục nhân văn hiện đại. Nhà vua có thể đọc, viết tiếng Anh, Pháp, và Latin. Nhà vua dành nhiều thì giờ trong thư viện lưu trữ nhiều sách của mình; ông đích thân chú giải nhiều sách cũng như viết một quyển sách để phát hành. Nhà vua thành lập Trường Christ Church Cathedral ở Oxford năm 1546. 

### Tài chính
Henry thừa kế tài sản khổng lồ từ phụ vương Henry VII, ước tính lên đến 1 250 000 bảng Anh (ngày nay trị giá 375 triệu bảng Anh).:13 Khác với con trai, Henry VII là người tiết kiệm và cẩn trọng trong chi tiêu. Phần lớn tài sản của Henry được dùng để duy trì các hoạt động của triều đình và hoàng gia. Các quân vương Triều đại Tudor trang trải chi phí cho chính quyền từ lợi tức của chính họ, đến từ đất đai của hoàng gia cũng như các loại thuế do Quốc hội quy định.
Trong thời trị vì của Henry mức lợi tức của nhà vua là ổn định (khoảng 100 000 bảng Anh),:64 nhưng bị tiêu hao đáng kể do lạm phát bởi chiến tranh. Đến giữa thập niên 1520, chiến tranh và tham vọng chính trị của Henry ở châu Âu đã làm cạn kiệt tài sản Henry thừa kế từ vua cha. Chương trình giải thể các tu viện đã bổ sung đáng kể cho ngân khố. Giá trị số đất đai nhà vua chiếm hữu từ các tu viện mỗi năm lên đến 120 000 bảng Anh (36 triệu bảng Anh theo thời giá).:393 Trong hai năm 1526 và 1539, Henry cho hạ giá tiền đồng nhằm giải quyết các khoản thâm hụt, và mặc dù các bộ trưởng của nhà vua cố cắt giảm các khoản chi tiêu và sự hoang phí, nhà vua vẫn ngập trong nợ nần khi chết.

### Di sản
Mặc dù động lực chính thúc đẩy mọi hoạt động của Henry là vì quyền lợi của vương triều và những tham vọng cá nhân, và dù chưa bao giờ chối bỏ các giáo lý căn bản của Giáo hội Công giáo, thời trị vì của Henry đã tạo nên bước ngoặt quan trọng trong lịch sử vương quyền Anh. Quyết định của Henry tách khỏi Rô-ma trong những năm 1533 – 1534 đã có hệ quả lâu dài trên dòng chảy lịch sử, và không chỉ giới hạn trong những năm trị vì của triều đại Tudor, không chỉ là yếu tố thúc đẩy tiến trình chuyển đổi nước Anh trở thành một cường quốc mà còn tước bỏ quyền lực chính trị và kinh tế khỏi giáo hội để trao cho giới cầm quyền nước Anh thông qua việc truất hữu tài sản và đất đai của các tu viện – một biện pháp ngắn hạn nhưng có hiệu quả xã hội lâu dài. Hội đồng nhiếp chính được thành lập theo ý muốn của Henry sau khi nhà vua băng hà đã trao quyền cho Edward Seymour với lý do Seymour là nhà lãnh đạo vững vàng nhất có thể thúc đẩy tiến trình cải cách tôn giáo tại Anh đi xa hơn trong thời trị vì của Edward VI. Điều này xảy ra ngoài ý muốn của Henry nhưng lại là một trong những dấu ấn trong di sản của ông.
Trong khi khuyến khích học thuật nhân văn, Henry là người phải chịu trách nhiệm về cái chết của một vài nhà nhân văn xuất chúng. Trong thời trị vì của Henry, quyền lợi quốc gia phát triển đáng kể, và nhà vua đã khá thành công trong nỗ lực biến nước Anh trở thành một thế lực quan trọng ở châu Âu dù phải chịu hao tốn nhiều tiền của.
Nhà sử học J. Scarisbrick nhận xét rằng Henry là một nhà lãnh đạo dữ dội và đầy thu hút, người "cầm giữ vương quyền với niềm xác tín tuyệt vời."  Song, sức thu hút mãnh liệt của Henry trong phút chốc có thể biến thành cơn cuồng nộ bởi vì ông luôn căng thẳng, tâm lý bất ổn, và tâm tính hung bạo.

### Hải quân Anh

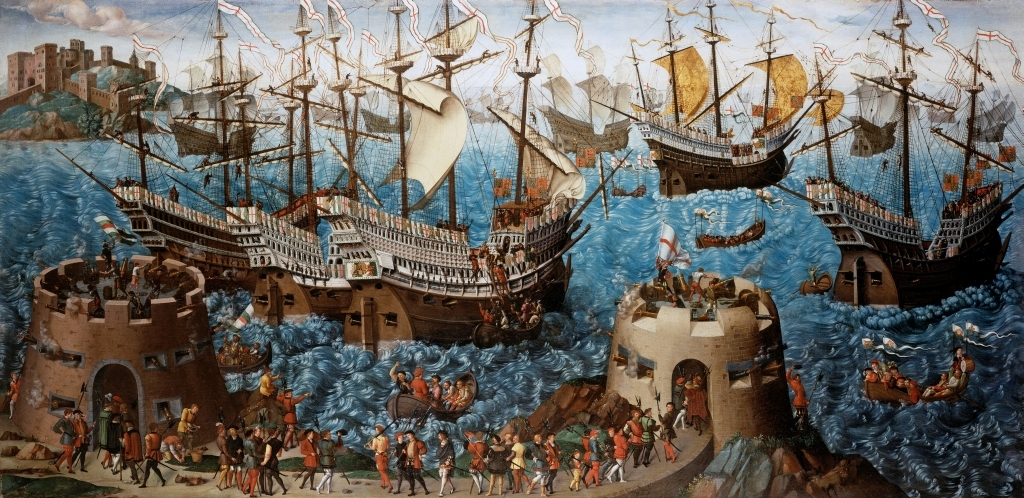
Tranh miêu tả Henry cập bến cảng Dover, khoảng 1520.

Cùng với Alfred Đại đế và Charles II, Henry được kể tên trong số những nhà sáng lập Hải quân Hoàng gia. Những khoản chi tiêu rộng rãi được dành cho ngành đóng tàu (trong đó có những chiếc tàu lớn như chiếc Mary Rose), những bến đóng tàu (như HMNB Porsmouth), một số sáng kiến (như sử dụng đại pháo trên boong tàu). Tuy nhiên, sẽ là sai lầm nếu cho rằng Henry để lại cho những người kế vị một lực lượng hải quân đã được tổ chức tốt với đầy đủ đạn dược. Thật ra, chỉ đơn giản là một đoàn tàu. Sau này, Elizabeth I phải trưng dụng tàu tư nhân để chiến đấu chống lại Armada Tây Ban Nha (lực lượng hải quân hùng hậu này của Tây Ban Nha có khoảng 130 chiến thuyền và tàu thương mại cải tạo thành tàu chiến). Mặt khác, khái niệm về lực lượng hải quân hiện đại, Hải quân Hoàng gia, chỉ xuất hiện từ thế kỷ 17 trong cuộc tranh chấp sức mạnh trên biển giữa Anh và Hà Lan. Dù vậy, chính là trong thời trị vì của Henry mà hải lực Anh được khai sinh để về sau trở thành nhân tố chủ chốt dẫn đến chiến thắng vang dội trước Armada Tây Ban Nha.
Quyết định của Henry tách khỏi Rô-ma đồng nghĩa với những đe dọa đến từ nước Pháp hùng mạnh hoặc là một cuộc xâm lăng bởi Tây Ban Nha. Để phòng vệ, Henry cho củng cố các cứ điểm phòng thủ duyên hải như Lâu đài Dover, Đê Moat, và Pháo đài Archcliffe, cứ mỗi vài tháng, nhà vua đích thân thị sát các cứ điểm này. Ông cho xây dựng nhiều căn cứ quân sự mới dọc bờ biển miền nam và miền đông nước Anh từ East Anglia đến Cornwall, sử dụng các loại vật liệu xây dựng lấy từ những tu viện bị phá đổ.

## Danh hiệu và huy hiệu
Suốt trong thời trị vì của Henry đã có khá nhiều điều chỉnh cho danh hiệu hoàng gia. Khởi thủy, Henry dùng danh hiệu "Henry đệ Bát, bởi ân điển của Thiên Chúa, Vua Anh, Pháp, và Lãnh chúa Ireland". Năm 1521, nhờ cuốn "Bảo vệ Bảy Bí tích" Henry viết đả kích Martin Luther, Giáo hoàng Leo X ban tặng nhà vua danh hiệu Người Bảo vệ Đức tin. Do đó, danh hiệu nhà vua trở thành "Henry đệ Bát, bởi ân điển của Thiên Chúa, Vua Anh và Pháp, Người Bảo vệ Đức tin và Lãnh chúa Ireland". Sau khi rút phép thông công Henry, Giáo hoàng Paul III hủy bỏ việc ban tặng danh hiệu "Người Bảo vệ Đức tin", Quốc hội Anh liền thông qua một đạo luật công bố danh hiệu ấy vẫn có giá trị, và vẫn được Vương thất Anh sử dụng cho đến ngày nay.
Năm 1535, Henry chỉnh sửa danh hiệu trở thành "Henry đệ Bát, bởi ân điển của Thiên Chúa, Vua Anh và Pháp, Người Bảo vệ Đức tin, Lãnh chúa Ireland và Lãnh tụ tối cao trên đất của Giáo hội Anh". Năm 1536, câu "Giáo hội Anh" được bổ sung thành "Giáo hội Anh và Ireland".
Năm 1541, sau khi được báo cho biết nhiều người dân Ireland vẫn xem Giáo hoàng là nhà lãnh đạo thật sự của đất nước, và Lãnh chúa Ireland cũng chỉ là đại diện của Giáo hoàng, Henry cho Quốc hội Ireland thông qua Đạo luật Vương quyền Ái Nhĩ Lan 1542 thay đổi danh hiệu "Lãnh chúa Ireland" thành "Vua Ireland".

Huy hiệu của Thân vương xứ Wales
Huy hiệu của Vua Henry VIII (thời kỳ đầu)
Huy hiệu của Vua Henry VIII (thời kỳ sau)

## Henry VIII trong văn học nghệ thuật
Henry và thời trị vì của ông đã được miêu tả trong hội họa, điện ảnh, văn học, âm nhạc, opera, kịch nghệ, và truyền hình.

### Hội họa
- Henry VIII (c. 1545) của Hans Eworth
- The Family of Henry VIII của Lucas de Heere
- Untitled Miniature of King Henry (c. 1526) của Lucas Horenbout
- Henry VIII (c. 1535) của Joos van Cleve
- Portrait of Henry VIII, The Dynasty Portrait, và Henry VIII and the Barber-Surgeons (1540) của Hans Holbein the Younger
- Henry Meeting Anne at Hampton Court của Daniel Maclise
- Untitled Bust of Prince Henry (c. 1498) của Guido Mazzoni
- The Six Wives of Henry VIII của Willard Wigan

### Điện ảnh
- Arthur Bourchier trong Henry VIII (1911)
- Tefft Johnson trong Cardinal Wolsey (1912)
- Emil Jannings trong Anna Boleyn (1920)
- Lyn Harding trong When Knighthood Was in Flower (1922) and Les Perles de la couronne (1937)
- Charles Laughton trong The Private Life of Henry VIII (1933) and Young Bess (1953)
- Frank Cellier trong Tudor Rose (1936)
- Montagu Love trong The Prince and the Pauper (1937)
- Ralph Forbes trong Tower of London (1939)
- Mel Blanc trong Book Revue (1946)
- James Robertson Justice trong The Sword and the Rose (1953)
- Douglas Campbell trong The Prince and the Pauper (1957)
- Robert Shaw trong A Man for All Seasons (1966)
- Richard Burton trongAnne of the Thousand Days (1969)
- Sid James trong Carry On Henry (1971)
- Keith Michell trong Henry VIII and His Six Wives (1972)
- Charlton Heston trong Crossed Swords (1977)
- Keith Barron trong God's Outlaw: The Story of William Tyndale (1986)
- Rusty Goffe trong U.F.O. (1993)
- Eric Bana trong The Other Boleyn Girl (2008)

### Văn học
- To Die For: A Novel of Anne Boleyn của Sandra Byrd
- The Confessions of Katherine Howard, The Queen of Subtleties, and The Sixth Wife của Suzannah Dunn
- The First Elizabeth, Mistress Anne, and The Last Wife of Henry VIII của Carolly Erickson
- The Autobiography of Henry VIII của Margaret George
- The Other Boleyn Girl của Philippa Gregory
- The Morland Dynasty "The Dark Rose" của Cynthia Harrod-Eagles
- When Knighthood Was in Flower của Charles Major
- Wolf Hall của Hilary Mantel
- Shadow of the Pomegranate, Katharine the Virgin Widow, King's Secret Matter, Murder Most Royal, Mary, Queen of France, St. Thomas's Eve, and The Sixth Wife của Jean Plaidy
- Dissolution, Dark Fire and Sovereign của C. J. Sansom
- The Prince and the Pauper của Mark Twain
- My Lady Elizabeth của Alison Weir
- A Woman of Passion của Virginia Henley

### Âm nhạc
- "I'm Henery the Eighth, I Am" của R. P. Weston; thu âm bởi Harry Champion, Joe Brown (1910), và Herman's Hermits (1965)
- Henry VIII and His Six Wives (1972) của David Munrow
- The Six Wives of Henry VIII (1973) của Rick Wakeman.
  - The live version of the album, The Six Wives of Henry VIII Live at Hampton Court Palace, ghi âm năm 2009.

### Nhạc kịch
- Henri VIII của Camille Saint-Saëns
- Six the Musical của Toby Marlow và Lucy Moss

### Kịch nghệ
- The Famous History of the Life of King Henry the Eighth của William Shakespeare
- Anne of the Thousand Days (1948) của Maxwell Anderson
- A Man for All Seasons (1960) của Robert Bolt
- La cisma de Inglaterra / The Schism in England của Pedro Calderón de la Barca

### Truyền hình

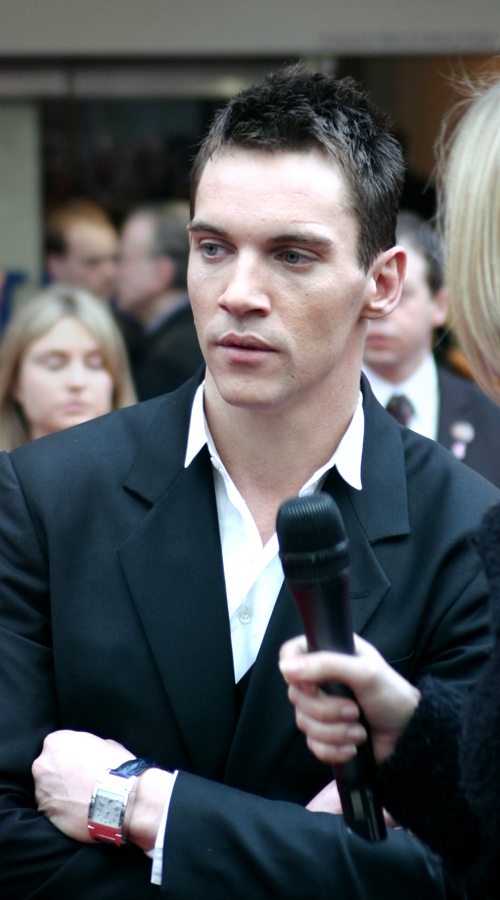
Jonathan Rhys Meyers, diễn viên thủ vai Henry VIII trong loạt phim truyền hình The Tudors.

- Bewitched: "How Not to Lose Your Head to Henry VIII, Parts 1 & 2" (Ronald Long)
- Disneyland: "The Prince and the Pauper" (Paul Rogers)
- DuPont Show of the Month: "The Prince and the Pauper" (Douglas Campbell)
- Henry VIII (John Stride)
- Henry VIII (Ray Winstone, Sid Mitchell)
- Henry VIII: Mind of a Tyrant (Laurence Spellman)
- I Dream of Jeannie: "The Girl Who Never Had a Birthday, Part 2" (Jack Fife)
- A Man for All Seasons (Martin Chamberlain)
- National Geographic's The Madness of Henry VIII (Dan Astileanu)
- Histeria!: "The Terrible Tudors" (1998)
- The Nearly Complete and Utter History of Everything (1999) (Brian Blessed)
- Omnibus: "The Trial of Anne Boleyn" (Rex Harrison)
- The Other Boleyn Girl (Jared Harris)
- The Prince and the Pauper (2000) (Alan Bates)
- Relic Hunter: "The Royal Ring" (Michael Hofland)
- The Simpsons: "Margical History Tour"
- The Six Wives of Henry VIII (Keith Michell)
- The Tudors (Jonathan Rhys Meyers)
- CBBC Horrible Histories (2009-)

## Tổ tiên
| \| \| \| \| \| \| \| \| \| \| \| \| \| \| \| \| \| \| \| \| 16. Maredudd ap Tudur \| \| \| \| \| \| \| \| \| \| \| \| \| \| \| \| \| \| \| \| \| \| \| \| \| \| \| \| \| \| \| \| \| \| \| \| \| \| \| \| \| \| \| \| \| \| \| \| \| \| \| \| \| \| 8. Owen Tudor \| \| \| \| \| \| \| \| \| \| \| \| \| \| \| \| \| \| \| \| \| \| \| \| \| \| \| \| \| \| \| \| \| \| \| \| \| \| \| \| \| \| \| \| \| \| \| \| \| \| \| \| \| \| 17. Margaret ferch Dafydd \| \| \| \| \| \| \| \| \| \| \| \| \| \| \| \| \| \| \| \| \| \| \| \| \| \| \| \| \| \| \| \| \| \| \| \| \| \| \| \| \| \| \| \| \| \| \| \| \| \| \| \| \| \| 4. Edmund Tudor, Bá tước xứ Richmond thứ nhất \| \| \| \| \| \| \| \| \| \| \| \| \| \| \| \| \| \| \| \| \| \| \| \| \| \| \| \| \| \| \| \| \| \| \| \| \| \| \| \| \| \| \| \| \| \| \| \| \| \| \| \| \| \| 18. Charles VI của Pháp \| \| \| \| \| \| \| \| \| \| \| \| \| \| \| \| \| \| \| \| \| \| \| \| \| \| \| \| \| \| \| \| \| \| \| \| \| \| \| \| \| \| \| \| \| \| \| \| \| \| \| \| \| \| 9. Catherine của Pháp \| \| \| \| \| \| \| \| \| \| \| \| \| \| \| \| \| \| \| \| \| \| \| \| \| \| \| \| \| \| \| \| \| \| \| \| \| \| \| \| \| \| \| \| \| \| \| \| \| \| \| \| \| \| 19. Isabeau xứ Bavaria \| \| \| \| \| \| \| \| \| \| \| \| \| \| \| \| \| \| \| \| \| \| \| \| \| \| \| \| \| \| \| \| \| \| \| \| \| \| \| \| \| \| \| \| \| \| \| \| \| \| \| \| \| \| 2. Henry VII của Anh \| \| \| \| \| \| \| \| \| \| \| \| \| \| \| \| \| \| \| \| \| \| \| \| \| \| \| \| \| \| \| \| \| \| \| \| \| \| \| \| \| \| \| \| \| \| \| \| \| \| \| \| \| \| 20. John Beaufort, Bá tước xứ Somerset thứ nhất \| \| \| \| \| \| \| \| \| \| \| \| \| \| \| \| \| \| \| \| \| \| \| \| \| \| \| \| \| \| \| \| \| \| \| \| \| \| \| \| \| \| \| \| \| \| \| \| \| \| \| \| \| \| 10. John Beaufort, Công tước Somerset thứ nhất \| \| \| \| \| \| \| \| \| \| \| \| \| \| \| \| \| \| \| \| \| \| \| \| \| \| \| \| \| \| \| \| \| \| \| \| \| \| \| \| \| \| \| \| \| \| \| \| \| \| \| \| \| \| 21. Margaret Holland \| \| \| \| \| \| \| \| \| \| \| \| \| \| \| \| \| \| \| \| \| \| \| \| \| \| \| \| \| \| \| \| \| \| \| \| \| \| \| \| \| \| \| \| \| \| \| \| \| \| \| \| \| \| 5. Margaret Beaufort \| \| \| \| \| \| \| \| \| \| \| \| \| \| \| \| \| \| \| \| \| \| \| \| \| \| \| \| \| \| \| \| \| \| \| \| \| \| \| \| \| \| \| \| \| \| \| \| \| \| \| \| \| \| 22. John Beauchamp xứ Bletso \| \| \| \| \| \| \| \| \| \| \| \| \| \| \| \| \| \| \| \| \| \| \| \| \| \| \| \| \| \| \| \| \| \| \| \| \| \| \| \| \| \| \| \| \| \| \| \| \| \| \| \| \| \| 11. Margaret Beauchamp xứ Bletso \| \| \| \| \| \| \| \| \| \| \| \| \| \| \| \| \| \| \| \| \| \| \| \| \| \| \| \| \| \| \| \| \| \| \| \| \| \| \| \| \| \| \| \| \| \| \| \| \| \| \| \| \| \| 23. Edith Stourton \| \| \| \| \| \| \| \| \| \| \| \| \| \| \| \| \| \| \| \| \| \| \| \| \| \| \| \| \| \| \| \| \| \| \| \| \| \| \| \| \| \| \| \| \| \| \| \| \| \| \| \| \| \| 1. Henry VIII của Anh \| \| \| \| \| \| \| \| \| \| \| \| \| \| \| \| \| \| \| \| \| \| \| \| \| \| \| \| \| \| \| \| \| \| \| \| \| \| \| \| \| \| \| \| \| \| \| \| \| \| \| \| \| \| 24. Richard, Bá tước xứ Cambridge \| \| \| \| \| \| \| \| \| \| \| \| \| \| \| \| \| \| \| \| \| \| \| \| \| \| \| \| \| \| \| \| \| \| \| \| \| \| \| \| \| \| \| \| \| \| \| \| \| \| \| \| \| \| 12. Richard Plantaganet, Công tước thứ 3 xứ York \| \| \| \| \| \| \| \| \| \| \| \| \| \| \| \| \| \| \| \| \| \| \| \| \| \| \| \| \| \| \| \| \| \| \| \| \| \| \| \| \| \| \| \| \| \| \| \| \| \| \| \| \| \| 25. Anne de Mortimer \| \| \| \| \| \| \| \| \| \| \| \| \| \| \| \| \| \| \| \| \| \| \| \| \| \| \| \| \| \| \| \| \| \| \| \| \| \| \| \| \| \| \| \| \| \| \| \| \| \| \| \| \| \| 6. Edward IV của Anh \| \| \| \| \| \| \| \| \| \| \| \| \| \| \| \| \| \| \| \| \| \| \| \| \| \| \| \| \| \| \| \| \| \| \| \| \| \| \| \| \| \| \| \| \| \| \| \| \| \| \| \| \| \| 26. Ralph Neville, Bá tước xứ Westmorland thứ nhất \| \| \| \| \| \| \| \| \| \| \| \| \| \| \| \| \| \| \| \| \| \| \| \| \| \| \| \| \| \| \| \| \| \| \| \| \| \| \| \| \| \| \| \| \| \| \| \| \| \| \| \| \| \| 13. Cecily Neville \| \| \| \| \| \| \| \| \| \| \| \| \| \| \| \| \| \| \| \| \| \| \| \| \| \| \| \| \| \| \| \| \| \| \| \| \| \| \| \| \| \| \| \| \| \| \| \| \| \| \| \| \| \| 27. Joan Beaufort, Bà Bá tước xứ Westmorland \| \| \| \| \| \| \| \| \| \| \| \| \| \| \| \| \| \| \| \| \| \| \| \| \| \| \| \| \| \| \| \| \| \| \| \| \| \| \| \| \| \| \| \| \| \| \| \| \| \| \| \| \| \| 3. Elizabeth xứ York \| \| \| \| \| \| \| \| \| \| \| \| \| \| \| \| \| \| \| \| \| \| \| \| \| \| \| \| \| \| \| \| \| \| \| \| \| \| \| \| \| \| \| \| \| \| \| \| \| \| \| \| \| \| 28. Richard Wydeville \| \| \| \| \| \| \| \| \| \| \| \| \| \| \| \| \| \| \| \| \| \| \| \| \| \| \| \| \| \| \| \| \| \| \| \| \| \| \| \| \| \| \| \| \| \| \| \| \| \| \| \| \| \| 14. Richard Woodville, Bá tước Rivers thứ nhất \| \| \| \| \| \| \| \| \| \| \| \| \| \| \| \| \| \| \| \| \| \| \| \| \| \| \| \| \| \| \| \| \| \| \| \| \| \| \| \| \| \| \| \| \| \| \| \| \| \| \| \| \| \| 29. Joan Bittelsgate \| \| \| \| \| \| \| \| \| \| \| \| \| \| \| \| \| \| \| \| \| \| \| \| \| \| \| \| \| \| \| \| \| \| \| \| \| \| \| \| \| \| \| \| \| \| \| \| \| \| \| \| \| \| 7. Elizabeth Woodville \| \| \| \| \| \| \| \| \| \| \| \| \| \| \| \| \| \| \| \| \| \| \| \| \| \| \| \| \| \| \| \| \| \| \| \| \| \| \| \| \| \| \| \| \| \| \| \| \| \| \| \| \| \| 30. Peter I, Bá tước xứ Saint-Pol \| \| \| \| \| \| \| \| \| \| \| \| \| \| \| \| \| \| \| \| \| \| \| \| \| \| \| \| \| \| \| \| \| \| \| \| \| \| \| \| \| \| \| \| \| \| \| \| \| \| \| \| \| \| 15. Jacquetta xứ Luxembourg \| \| \| \| \| \| \| \| \| \| \| \| \| \| \| \| \| \| \| \| \| \| \| \| \| \| \| \| \| \| \| \| \| \| \| \| \| \| \| \| \| \| \| \| \| \| \| \| \| \| \| \| \| \| 31. Margaret xứ Baux \| \| \| \| \| \| \| \| \| \| \| \| \| \| \| \| \| \| \| \| \| \| \| \| \| \| \| \| \| \| \| \| \| \| \| \| \| \| \| \| \| \| \| \| \| \| \| \| \| \| \| \| |                                                    |  |  |  |  |  |  |  |  |  |  |  |  |  |  |  |
| |                                                    |  |  |  |  |  |  |  |  |  |  |  |  |  |  |  |
| | 16. Maredudd ap Tudur                              |  |  |  |  |  |  |  |  |  |  |  |  |  |  |  |
| |                                                    |  |  |  |  |  |  |  |  |  |  |  |  |  |  |  |
| |                                                    |  |  |  |  |  |  |  |  |  |  |  |  |  |  |  |
| | 8. Owen Tudor                                      |  |  |  |  |  |  |  |  |  |  |  |  |  |  |  |
| |                                                    |  |  |  |  |  |  |  |  |  |  |  |  |  |  |  |
| |                                                    |  |  |  |  |  |  |  |  |  |  |  |  |  |  |  |
| | 17. Margaret ferch Dafydd                          |  |  |  |  |  |  |  |  |  |  |  |  |  |  |  |
| |                                                    |  |  |  |  |  |  |  |  |  |  |  |  |  |  |  |
| |                                                    |  |  |  |  |  |  |  |  |  |  |  |  |  |  |  |
| | 4. Edmund Tudor, Bá tước xứ Richmond thứ nhất      |  |  |  |  |  |  |  |  |  |  |  |  |  |  |  |
| |                                                    |  |  |  |  |  |  |  |  |  |  |  |  |  |  |  |
| |                                                    |  |  |  |  |  |  |  |  |  |  |  |  |  |  |  |
| | 18. Charles VI của Pháp                            |  |  |  |  |  |  |  |  |  |  |  |  |  |  |  |
| |                                                    |  |  |  |  |  |  |  |  |  |  |  |  |  |  |  |
| |                                                    |  |  |  |  |  |  |  |  |  |  |  |  |  |  |  |
| | 9. Catherine của Pháp                              |  |  |  |  |  |  |  |  |  |  |  |  |  |  |  |
| |                                                    |  |  |  |  |  |  |  |  |  |  |  |  |  |  |  |
| |                                                    |  |  |  |  |  |  |  |  |  |  |  |  |  |  |  |
| | 19. Isabeau xứ Bavaria                             |  |  |  |  |  |  |  |  |  |  |  |  |  |  |  |
| |                                                    |  |  |  |  |  |  |  |  |  |  |  |  |  |  |  |
| |                                                    |  |  |  |  |  |  |  |  |  |  |  |  |  |  |  |
| | 2. Henry VII của Anh                               |  |  |  |  |  |  |  |  |  |  |  |  |  |  |  |
| |                                                    |  |  |  |  |  |  |  |  |  |  |  |  |  |  |  |
| |                                                    |  |  |  |  |  |  |  |  |  |  |  |  |  |  |  |
| | 20. John Beaufort, Bá tước xứ Somerset thứ nhất    |  |  |  |  |  |  |  |  |  |  |  |  |  |  |  |
| |                                                    |  |  |  |  |  |  |  |  |  |  |  |  |  |  |  |
| |                                                    |  |  |  |  |  |  |  |  |  |  |  |  |  |  |  |
| | 10. John Beaufort, Công tước Somerset thứ nhất     |  |  |  |  |  |  |  |  |  |  |  |  |  |  |  |
| |                                                    |  |  |  |  |  |  |  |  |  |  |  |  |  |  |  |
| |                                                    |  |  |  |  |  |  |  |  |  |  |  |  |  |  |  |
| | 21. Margaret Holland                               |  |  |  |  |  |  |  |  |  |  |  |  |  |  |  |
| |                                                    |  |  |  |  |  |  |  |  |  |  |  |  |  |  |  |
| |                                                    |  |  |  |  |  |  |  |  |  |  |  |  |  |  |  |
| | 5. Margaret Beaufort                               |  |  |  |  |  |  |  |  |  |  |  |  |  |  |  |
| |                                                    |  |  |  |  |  |  |  |  |  |  |  |  |  |  |  |
| |                                                    |  |  |  |  |  |  |  |  |  |  |  |  |  |  |  |
| | 22. John Beauchamp xứ Bletso                       |  |  |  |  |  |  |  |  |  |  |  |  |  |  |  |
| |                                                    |  |  |  |  |  |  |  |  |  |  |  |  |  |  |  |
| |                                                    |  |  |  |  |  |  |  |  |  |  |  |  |  |  |  |
| | 11. Margaret Beauchamp xứ Bletso                   |  |  |  |  |  |  |  |  |  |  |  |  |  |  |  |
| |                                                    |  |  |  |  |  |  |  |  |  |  |  |  |  |  |  |
| |                                                    |  |  |  |  |  |  |  |  |  |  |  |  |  |  |  |
| | 23. Edith Stourton                                 |  |  |  |  |  |  |  |  |  |  |  |  |  |  |  |
| |                                                    |  |  |  |  |  |  |  |  |  |  |  |  |  |  |  |
| |                                                    |  |  |  |  |  |  |  |  |  |  |  |  |  |  |  |
| | 1. Henry VIII của Anh                              |  |  |  |  |  |  |  |  |  |  |  |  |  |  |  |
| |                                                    |  |  |  |  |  |  |  |  |  |  |  |  |  |  |  |
| |                                                    |  |  |  |  |  |  |  |  |  |  |  |  |  |  |  |
| | 24. Richard, Bá tước xứ Cambridge                  |  |  |  |  |  |  |  |  |  |  |  |  |  |  |  |
| |                                                    |  |  |  |  |  |  |  |  |  |  |  |  |  |  |  |
| |                                                    |  |  |  |  |  |  |  |  |  |  |  |  |  |  |  |
| | 12. Richard Plantaganet, Công tước thứ 3 xứ York   |  |  |  |  |  |  |  |  |  |  |  |  |  |  |  |
| |                                                    |  |  |  |  |  |  |  |  |  |  |  |  |  |  |  |
| |                                                    |  |  |  |  |  |  |  |  |  |  |  |  |  |  |  |
| | 25. Anne de Mortimer                               |  |  |  |  |  |  |  |  |  |  |  |  |  |  |  |
| |                                                    |  |  |  |  |  |  |  |  |  |  |  |  |  |  |  |
| |                                                    |  |  |  |  |  |  |  |  |  |  |  |  |  |  |  |
| | 6. Edward IV của Anh                               |  |  |  |  |  |  |  |  |  |  |  |  |  |  |  |
| |                                                    |  |  |  |  |  |  |  |  |  |  |  |  |  |  |  |
| |                                                    |  |  |  |  |  |  |  |  |  |  |  |  |  |  |  |
| | 26. Ralph Neville, Bá tước xứ Westmorland thứ nhất |  |  |  |  |  |  |  |  |  |  |  |  |  |  |  |
| |                                                    |  |  |  |  |  |  |  |  |  |  |  |  |  |  |  |
| |                                                    |  |  |  |  |  |  |  |  |  |  |  |  |  |  |  |
| | 13. Cecily Neville                                 |  |  |  |  |  |  |  |  |  |  |  |  |  |  |  |
| |                                                    |  |  |  |  |  |  |  |  |  |  |  |  |  |  |  |
| |                                                    |  |  |  |  |  |  |  |  |  |  |  |  |  |  |  |
| | 27. Joan Beaufort, Bà Bá tước xứ Westmorland       |  |  |  |  |  |  |  |  |  |  |  |  |  |  |  |
| |                                                    |  |  |  |  |  |  |  |  |  |  |  |  |  |  |  |
| |                                                    |  |  |  |  |  |  |  |  |  |  |  |  |  |  |  |
| | 3. Elizabeth xứ York                               |  |  |  |  |  |  |  |  |  |  |  |  |  |  |  |
| |                                                    |  |  |  |  |  |  |  |  |  |  |  |  |  |  |  |
| |                                                    |  |  |  |  |  |  |  |  |  |  |  |  |  |  |  |
| | 28. Richard Wydeville                              |  |  |  |  |  |  |  |  |  |  |  |  |  |  |  |
| |                                                    |  |  |  |  |  |  |  |  |  |  |  |  |  |  |  |
| |                                                    |  |  |  |  |  |  |  |  |  |  |  |  |  |  |  |
| | 14. Richard Woodville, Bá tước Rivers thứ nhất     |  |  |  |  |  |  |  |  |  |  |  |  |  |  |  |
| |                                                    |  |  |  |  |  |  |  |  |  |  |  |  |  |  |  |
| |                                                    |  |  |  |  |  |  |  |  |  |  |  |  |  |  |  |
| | 29. Joan Bittelsgate                               |  |  |  |  |  |  |  |  |  |  |  |  |  |  |  |
| |                                                    |  |  |  |  |  |  |  |  |  |  |  |  |  |  |  |
| |                                                    |  |  |  |  |  |  |  |  |  |  |  |  |  |  |  |
| | 7. Elizabeth Woodville                             |  |  |  |  |  |  |  |  |  |  |  |  |  |  |  |
| |                                                    |  |  |  |  |  |  |  |  |  |  |  |  |  |  |  |
| |                                                    |  |  |  |  |  |  |  |  |  |  |  |  |  |  |  |
| | 30. Peter I, Bá tước xứ Saint-Pol                  |  |  |  |  |  |  |  |  |  |  |  |  |  |  |  |
| |                                                    |  |  |  |  |  |  |  |  |  |  |  |  |  |  |  |
| |                                                    |  |  |  |  |  |  |  |  |  |  |  |  |  |  |  |
| | 15. Jacquetta xứ Luxembourg                        |  |  |  |  |  |  |  |  |  |  |  |  |  |  |  |
| |                                                    |  |  |  |  |  |  |  |  |  |  |  |  |  |  |  |
| |                                                    |  |  |  |  |  |  |  |  |  |  |  |  |  |  |  |
| | 31. Margaret xứ Baux                               |  |  |  |  |  |  |  |  |  |  |  |  |  |  |  |
| |                                                    |  |  |  |  |  |  |  |  |  |  |  |  |  |  |  |
| |                                                    |  |  |  |  |  |  |  |  |  |  |  |  |  |  |  |

## Hôn nhân và con cái
| Tên | Ngày sinh                                                                               | Ngày mất                                                                                | Notes                                                                                   |
| Bởi Catalina của Aragón (kết hôn ngày 11 tháng 6, 1509; tiêu hôn ngày 23 tháng 5, 1533)                         | Bởi Catalina của Aragón (kết hôn ngày 11 tháng 6, 1509; tiêu hôn ngày 23 tháng 5, 1533) | Bởi Catalina của Aragón (kết hôn ngày 11 tháng 6, 1509; tiêu hôn ngày 23 tháng 5, 1533) | Bởi Catalina của Aragón (kết hôn ngày 11 tháng 6, 1509; tiêu hôn ngày 23 tháng 5, 1533) |
| --- | --------------------------------------------------------------------------------------- | --------------------------------------------------------------------------------------- | --------------------------------------------------------------------------------------- |
| Con gái chưa có tên                                                                                             | 31 tháng 1, 1510                                                                        | 2 tháng 2, 1510                                                                         |                                                                                         |
| Henry, Công tước xứ Cornwall                                                                                    | 1 tháng 1, 1511                                                                         | 22 tháng 2, 1511                                                                        | chết khi gần hai tháng tuổi                                                             |
| Con trai chưa có tên                                                                                            | tháng 11, 1513                                                                          | tháng 11, 1513                                                                          | chết sau khi sinh                                                                       |
| Henry, Công tước Cornwall                                                                                       | tháng 12, 1514                                                                          | tháng 12, 1514                                                                          | chết trong vòng một tháng sau khi sinh                                                  |
| Nữ vương Mary I                                                                                                 | 18 tháng 2, 1516                                                                        | 17 tháng 11, 1558                                                                       | kết hôn năm 1554 với Philip II của Tây Ban Nha; không có con                            |
| Con gái chưa có tên                                                                                             | Tháng 11, 1518                                                                          | Tháng 11, 1518                                                                          | chết sau khi sinh                                                                       |
| Bởi Anne Boleyn (kết hôn ngày 25 tháng 1, 1533; tiêu hôn ngày 17 tháng 5, 1536) hành hình ngày 19 tháng 5, 1536 |                                                                                         |                                                                                         |                                                                                         |
| Henry, Công tước Cornwall                                                                                       | Tháng 8/tháng 9, 1534                                                                   | Tháng 8/tháng 9, 1534                                                                   | chết sau khi sinh                                                                       |
| Nữ vương Elizabeth I                                                                                            | 7 tháng 9, 1533                                                                         | 24 tháng 3 năm 1603                                                                     | không kết hôn, không con cái                                                            |
| Con trai chưa có tên                                                                                            | 29 tháng 1, 1536                                                                        | 29 tháng 1, 1536                                                                        | chết lưu thai                                                                           |
| Bởi Jane Seymour (kết hôn 30 tháng 5, 1536; Jane Seymour mất ngày 24 tháng 10, 1537)                            |                                                                                         |                                                                                         |                                                                                         |
| Vua Edward VI                                                                                                   | 12 tháng 10, 1537                                                                       | 6 tháng 7, 1553                                                                         | không kết hôn, không con                                                                |
| Bởi Anna xứ Kleve (kết hôn 6 tháng 1, 1540; tiêu hôn 9 tháng 7, 1540)                                           |                                                                                         |                                                                                         |                                                                                         |
| không con cái                                                                                                   |                                                                                         |                                                                                         |                                                                                         |
| Bởi Catherine Howard (kết hôn 28 tháng 7, 1540; tiêu hôn 23 tháng 11, 1541) hành hình 13 tháng 2, 1542          |                                                                                         |                                                                                         |                                                                                         |
| không con cái                                                                                                   |                                                                                         |                                                                                         |                                                                                         |
| Bởi Catherine Parr (kết hôn Hampton Court Palace 12 tháng 7, 1543; Henry VIII chết 28 tháng 1, 1547)            |                                                                                         |                                                                                         |                                                                                         |
| không con cái                                                                                                   |                                                                                         |                                                                                         |                                                                                         |
| Bởi Elizabeth Blount                                                                                            |                                                                                         |                                                                                         |                                                                                         |
| Henry FitzRoy, Công tước xứ Richmond và Somerset                                                                | 15 tháng 6, 1519                                                                        | 23 tháng 7, 1536                                                                        | con ngoại hôn; kết hôn năm 1533, Lady Mary Howard; không con cái                        |
| Bởi Mary Boleyn vẫn còn tranh cãi về người cha                                                                  |                                                                                         |                                                                                         |                                                                                         |
| Catherine Carey, Lady Knollys                                                                                   | c. 1524                                                                                 | 15 tháng 1, 1569                                                                        | kết hôn với Sir Francis Knollys; có con                                                 |
| Henry Carey, Bá tước Hunsdon                                                                                    | 4 tháng 3, 1526                                                                         | 23 tháng 7, 1596                                                                        | kết hôn năm 1545 với Ann Morgan; có con                                                 |

### Tiểu sử
- Bowle, John. Henry VIII: a Study of Power in Action. Little, Brown, 1964.
- Erickson, Carolly. Mistress Anne: the Exceptional Life of Anne Boleyn. (1984). 464 pp.
- Cressy, David. "Spectacle and Power: Apollo and Solomon at the Court of Henry VIII." History Today 1982 32(oct): 16–22. ISSN: 0018-2753 Fulltext: Ebsco
- Gardner, James. "Henry VIII" in Cambridge Modern History vol 2 (1903), a brief political history online edition
- Graves, Michael. Henry VIII (2003), 217 pp
- Ives, E. W. "Henry VIII (1491–1547)", in The Oxford Dictionary of National Biography (2004), online at OUP
- Pollard, A. F. Henry VIII (1905), 470 pp; the first modern biography, accurate and still valuable online edition
- Rex, Richard. Henry VIII and the English Reformation. (1993). 205 pp.
- Ridley, Jasper. Henry VIII. (1985). 473 pp.
- Scarisbrick, J. J. Henry VIII (1968). 592 pp.
- Smith, Lacey Baldwin. Henry VIII: the Mask of Royalty (1971), online edition Lưu trữ ngày 25 tháng 4 năm 2011 tại Wayback Machine
- Starkey, David. Six Wives: the Queens of Henry VIII (2003) excerpt and text search
- Starkey, David. The Reign of Henry VIII: Personalities and Politics (1986). 174 pp
- Starkey, David, and Susan Doran. Henry VIII: Man and Monarch (2009). 288 pp
- Tytler, Patrick Fraser (1836). "Life of King Henry the Eighth" (Tài liệu). Oliver & Boyd. {{Chú thích tài liệu}}: Đã bỏ qua tham số không rõ |access-date= (trợ giúp); Đã bỏ qua tham số không rõ |publication-date= (trợ giúp); Đã bỏ qua tham số không rõ |publication-place= (trợ giúp); Đã bỏ qua tham số không rõ |url= (trợ giúp)
- Weir, Alison. Henry VIII, King and Court (2001). 640 pp, a flattering portrait excerpt and text search
- Weir, Alison. The Children of Henry VIII. (1996). 400 pp.

### Nghiên cứu học thuật
- Bernard, G. W. The King's Reformation: Henry VIII and the Remaking of the English Church. (2005). 712 pp. excerpts and text search
- Bernard, G. W. "The Making of Religious Policy, 1533–1546: Henry VIII and the Search for the Middle Way." Historical Journal 1998 41(2): 321–349. Issn: 0018-246x Fulltext: in Jstor
- Bernard, G. W. War, Taxation, and Rebellion in Early Tudor England: Henry VIII, Wolsey, and the Amicable Grant of 1525. (1986). 164 pp
- Elton, G. R. The Tudor Revolution in Government: Administrative Changes in the Reign of Henry VIII (1953; revised 1962), major interpretation online edition Lưu trữ ngày 18 tháng 4 năm 2011 tại Wayback Machine
  - Coleman, Christoper, and David Starkey, eds. Revolution Reassessed: Revision in the History of Tudor Government and Administration (1986), evaluates Elton thesis
- Elton, G. R. Reform and Reformation: England, 1509–1558 (1977), hostile to Henry
- Fielder, Martha Anne. "Iconographic Themes in Portraits of Henry VIII." PhD dissertation Texas Christian U. 1985. 232 pp. DAI 1985 46(6): 1424-A. DA8517256 Fulltext: ProQuest Dissertations & Theses
- Fox, Alistair, and John Guy, eds. Reassessing the Henrician Age: Humanism, Politics and Reform 1500–1550 (1986), 242pp; advanced essays by scholars
- Head, David M. "Henry VIII's Scottish Policy: a Reassessment." Scottish Historical Review 1982 61(1): 1–24. Issn: 0036-9241 Argues that if Henry intended to take over Scotland then his 1542 victory at Solway Moss was the opportune moment, for the French were unable to intervene, the Scottish nobility was in disarray, and the infant Mary was in line for Scotland's throne. Instead, Henry adopted a policy similar to that in Ireland, since he could not afford outright conquest or the luxury of diplomacy.
- Lindsey, Karen. Divorced, Beheaded, Survived: A Feminist Reinterpretation of the Wives of Henry VIII (1995) online edition Lưu trữ ngày 24 tháng 4 năm 2011 tại Wayback Machine
- Loades, David. Henry VIII: Court, Church and Conflict (2007) 248pp; by a leading scholar excerpt and text search
- MacCulloch, Diarmaid, ed. The Reign of Henry VIII: Politics, Policy, and Piety. (1995). 313 pp. essays by scholars
- Marshall, Peter. "(Re)defining the English Reformation," Journal of British Studies July 2009, Vol. 48 Issue 3, pp 564–85,
- Mackie, J. D. The Earlier Tudors, 1485–1558 (1952), a political survey of the era online edition Lưu trữ ngày 4 tháng 4 năm 2011 tại Wayback Machine
- Moorhouse, Geoffrey. Great Harry's Navy: How Henry VIII Gave England Seapower (2007)
- Moorhouse, Geoffrey. The Last Divine Office: Henry VIII and the Dissolution of the Monasteries (2009)
- Slavin, Arthur J., ed. Henry VIII and the English Reformation (1968), readings by historians. online edition Lưu trữ ngày 24 tháng 4 năm 2011 tại Wayback Machine
- Smith, H. Maynard. Henry VIII and the Reformation (1948) online edition Lưu trữ ngày 25 tháng 4 năm 2011 tại Wayback Machine
- Wagner, John A. Bosworth Field to Bloody Mary: An Encyclopedia of the Early Tudors (2003). ISBN 1-57356-540-7.
- Walker, Greg. Writing under Tyranny: English Literature and the Henrician Reformation. (2005). 556 pp.

### Lịch sử và hồi ký
- Head, David M. "'If a Lion Knew His Own Strength': the Image of Henry VIII and His Historians." International Social Science Review 1997 72(3–4): 94–109. Issn: 0278-2308 Fulltext: Ebsco
- Hoak, Dale. "Politics, Religion and the English Reformation, 1533–1547: Some Problems and Issues." History Compass 2005 3 (Britain and Ireland): 7 pp Issn: 1478-0542 Fulltext: Blackwell Synergy
- Ives, Eric. "Will the Real Henry VIII Please Stand Up?" History Today 2006 56(2): 28–36. Issn: 0018-2753 Fulltext: Ebsco
- Rankin, Mark. 'Imagining Henry VIII: Cultural Memory and the Tudor King, 1535–1625'. PhD Dissrertation, Ohio State. U. Dissertation Abstracts International 2007 68(5): 1987-A. DA3264565, 403p.